# Історія Маріуполя

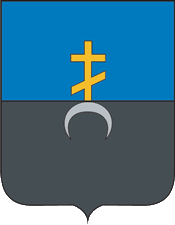
Маріуполь. Дореволюційний герб міста

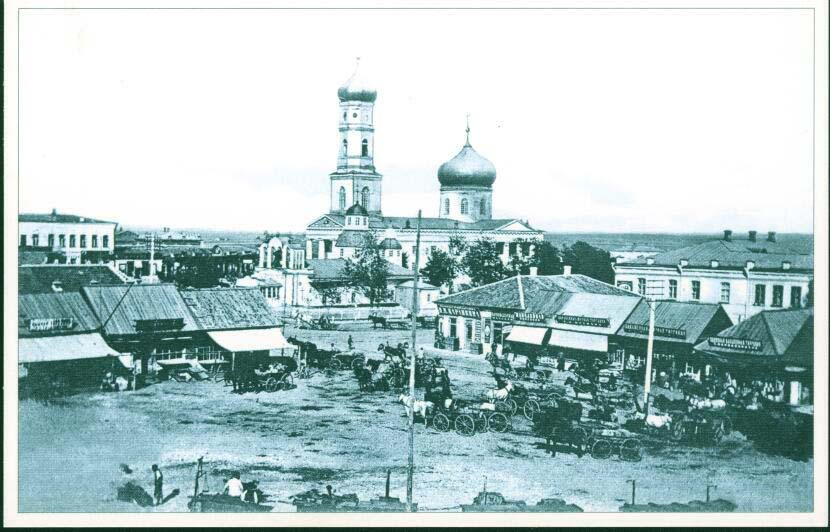
Маріуполь. Харлампіївський собор на Базарній площі (тепер — площа Визволення)

Історія Маріуполя бере початок з X століття. Місцевість, де нині розташований Маріуполь, була заселена з часів давньої кам'яної доби. Основних версій, як виникло сучасне місто, дві: перша — його заснували греки, які були переселені з Криму, а друга — Маріуполь був уже заселений українськими слободами, а греки були підселені до них пізніше. Маріуполь став першим населеним пунктом на території Донецької області, що одержав статус міста (1779 рік). 
Сама назва «Маріуполь», яка означає «місто Марії», була присвоєна 1780 року. З 2022 року Маріуполь практично повністю знищений російською армією. З 20 травня 2022 місто перебуває під повною окупацією .

## Руська доба IX—X століття
У IX столітті через Північне Приазов'я пролягали торговельні шляхи, що пов'язують слов'янські землі із країнами Кавказу.
Із Х століття землі Приазов'я перебували під впливом Київської Русі. Почавши колонізацію приазовських степів у V—VI століттях нашої ери, давні українці жили поруч із Кальміусом і Міусом. У часи Київської держави русичі проклали через Кальміус шлях, що використовувався як додаткове відгалуження «із варяг у греки». Так, київський князь Олег після невдалого морського походу на Царград (Константинополь) в 941 році вертався додому не через Дніпро, де біля порогів русичів могли чатувати печеніги, а через Азовське море, річки Кальміус, Вовчу й Солону. 
Князь Святослав Ігоревич, розгромивши хозар і знищивши Саркел, заснував на місці теперішнього Маріуполя або в його околицях місто Білгород, що пізніше татари перейменували на Білосарай («Білий Палац»). Коса недалеко від Маріуполя і нині називається Білосарайською.
Однак перше стаціонарне поселення хліборобів, як свідчать археологічні розкопки, на території Маріуполя утворилося в IX—X століттях і називалося Адомаха (1 тис. років тому).
Починаючи з XI сторіччя, у Приазов'я почали переселятися половці, які, зрештою, взяли його під свій контроль, випасаючи в степах коней, про що свідчать чисельні кам'яні фігури половецьких воїнів і жінок (так звані кам'яні баби), які збереглися до наших днів.

## Золота Орда
31 травня 1223 року в Приазов'ї відбулася битва на річці Калка між монгольськими військами й об'єднаними військами руських князів і половців, що закінчилася повним розгромом русичів. Землі Приазов'я ввійшли до складу Золотої Орди.
Учені дотепер сперечаються, де ж протікала річка Калка, а місце легендарної битви на річці Калці в 1223 році так і не визначене. Є декілька схожих за описом місць: на річці Каратиш, Кальміус і Кальчик. Останні дві річки протікають через Маріуполь).
У XIII столітті приозівські степи захопили монгольські завойовники. Територія Північного Приазов'я увійшла до складу Золотої Орди.

## Козацька доба
У XV столітті відійшла до Кримського ханства. Тоді ж українські (а також — російські, молдовські, білоруські) кріпаки та збіднілі міщани, рятуючись від феодального тиску, почали тікати у Дике поле — вільні землі в нижній течії Дніпра та Дону. Так виникло запорізьке козацтво.

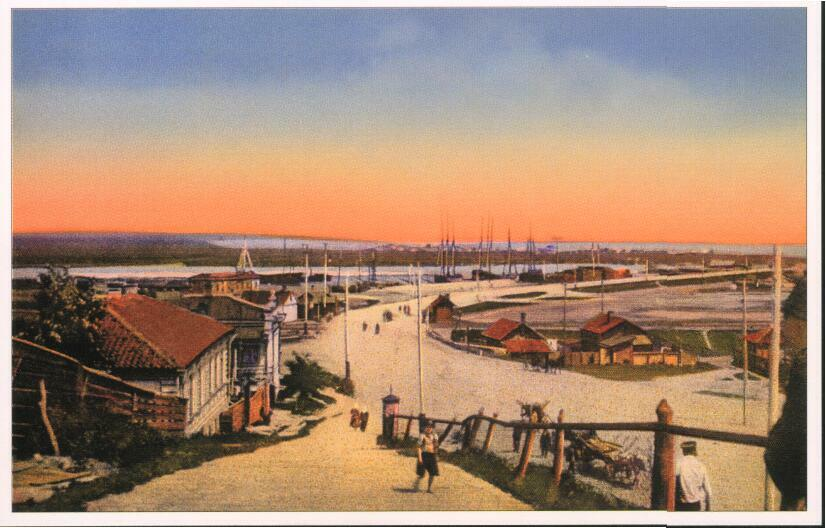
Маріуполь. Стара пристань

Сучасне поселення в гирлі Кальміусу заснували в XVI столітті запорізькі козаки, нащадки колишніх бродників, як вартовий пост Домаха для захисту зимівників, промислів і шляхів сполучення від нападів кримських татар. Історик-краєзнавець М. Г. Руденко називає більше точну дату заснування Домахи — 1500 рік. Згодом зимівник Домаха перетворився на городище, а потім — на фортецю. Уже в 1611 році вона стала центром великої Кальміуської паланки. Власне у фортеці була розташована церква, торговельні крамниці. У 1734 році перебудована й укріплена фортеця Домаха офіційно стала центром Кальміуської паланки Запорізької Січі. Кальміуська паланка (козацький військовий округ) була найбільшою у Війську Запорізькому, охоплювала, крім сучасної Донецької, також частини Запорізької, Дніпропетровської, Харківської, Луганської й Ростовської областей і нараховувала понад 300 зимівників.
Матеріали архіву Коша Нової Січі свідчать, що у XVIII ст. під прикриттям Домахи виросла Кальміуська слобода, в якій завдяки старанням полковника Андрія Порохні 1754 року була збудована кам'яна Свято-Миколаївська церква. Тобто, користуючись тодішніми європейськими традиціями, які прив'язували поняття міста до кам'яних будівель, зокрема храмів, саме цей рік можна вважати заснуванням міста. Так вважає відомий історик Східної України Василь Пірко.
Зимівник — досить велике господарство козаків із числа старих впливових запорожців, старшин. Згідно з «Історією» Дмитра Яворницького, у зимівниках мешкало, як правило, 3-4 сімейних господарства. При кожному з них було по 5-6 козаків, кожний із яких, у свою чергу, мав декількох (до 10) підвладних їм молодчиків (козаків-початківців), минулого й найманці (наймані солдати). Головне завдання зимівників — постачати військо всім необхідним: продуктами харчування, а якщо необхідно, слугувати житлом при козацьких походах.
1746 року окупаційний царський уряд розмежував конфліктуючих запорізьких і донських козаків по річці Кальміус. Так уся територія нинішнього Донбасу розділилася на 3 частини:
- Військо Запорізьке, розділене на паланки:
  - Кальміуська паланка (центр — Домаха, нинішній Маріуполь) — південь і центр Донецької області на захід від Кальміусу,
  - Барвінківська паланка (центр — Барвінкове) — північний захід Донецької області;
- Область Війська Донського — територія нинішньої Луганської й Донецької областей до сходу від Кальміусу;
- Ізюмський Слобідський Полк (центр — Ізюм) — північ Донецької й північний захід Луганської областей.

У 1765 році після ліквідації слобідських полків і утворення Новоросійської губернії, території, що не входили у Військо Запорізьке й область Війська Донського, ввійшли до складу Новоросійської й Слобідсько-Української губерній.
Із ліквідацією Війська Запорізького 1775 року козаки були змушені залишити гирло Кальміусу, а землі Кальміуської паланки ввійшли до складу Азовської губернії Катеринославського намісництва (за назвою «Кальміуський повіт»), а з 1802 року — Катеринославської губернії. Маріупольський повіт при цьому став найбільшим у губернії за площею.

## Російська імперія

### 1778—1882 роки

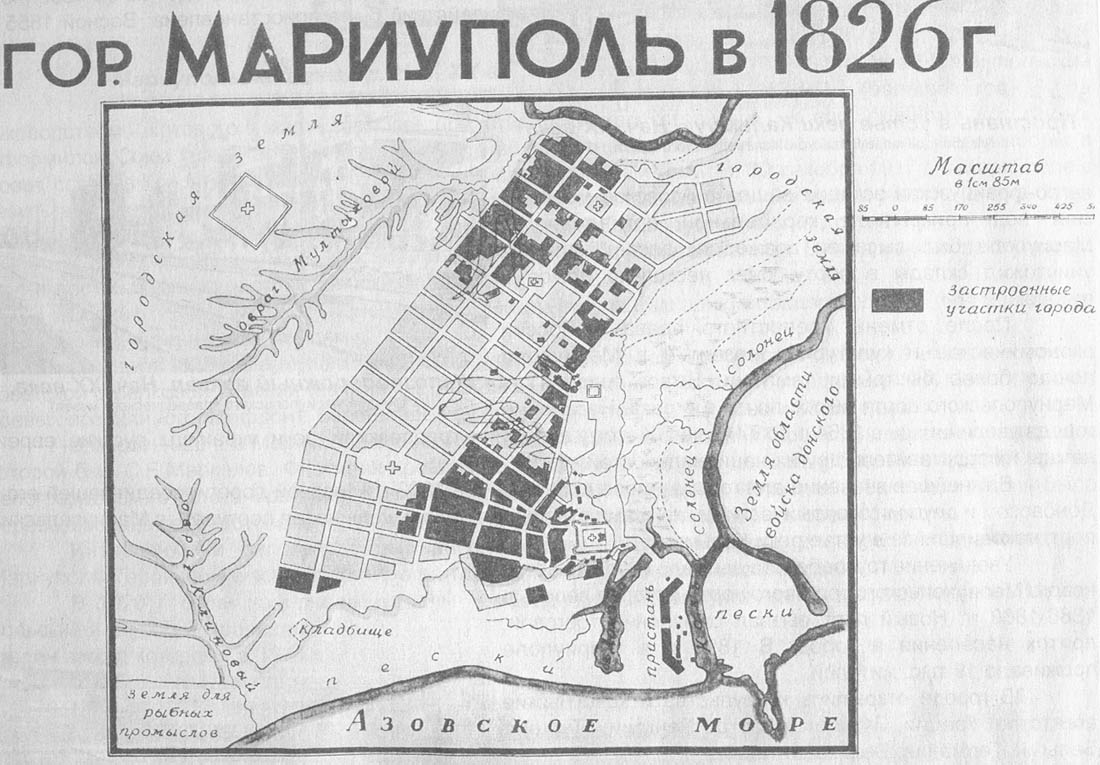
Карта Маріуполя в 1826 році

У 1776 році на місці скасованого козацького поста Домахи створена Кальміуська слобода. У 1777 році закладена Свято-Миколаївська церква-храм, що перебувала у Кальміуській фортеці. В 1778 році поблизу слободи закладене повітове місто Павловськ. У ньому тоді налічувалося 75 жителів, у слободі 93. Цей рік офіційно вважається датою утворення Маріуполя.
Ось як про утворення Маріуполя пише краєзнавець архієпископ Феодосій Макаревський:
```
"...при впаденіи Калміуса въ Азовское море, на древнемъ казацкомъ пепелище 
въ старинномъ запорожскомъ займище, называемомъ Домахою
, гдѣ въ 1779 г. греческіе переселенцы устроили г. Мариуполъ, сидели куренями и зимовниками многіе зашедшіе низовые люди; въ весъма отдаленности пребывая и ни къ какому ведомству и команде войска запорожскаго неподлежа, они занимались рыболовствомъ, скотоводствомъ и разными законными торгами съ татарами, имѣли у себя походную церковь и нѣсколько каплицъ, а теперь устроили уже деревянную церковь, во имя св. Николая Чудотворца и имѣли свой церковный причтъ."
```

21 травня 1779 року імператриця Катерина II дарувала грамоту, відповідно до якої «переселенцям із Криму дарувались привілеї й свободи». У грамоті місто йменувалося «Маріанополь», на честь містечка Маріамполь в долині Марьям-Дере під Бахчисараєм, звідки прибули надазовські греки. На плані від 20 жовтня 1779 року назва записана як «місто Маріу-Поль — вигінна земля міста Маріу-Поля».
24 березня 1780 року на наполегливу вимогу митрополита Ігнатія місто остаточно перейменоване в Маріуполь (псевдогрецька назва з елементом «-поля», тобто місто, «місто Марії»), на честь Марії Федорівни, дружини спадкоємця царського престолу, майбутнього імператора Павла I. У місті осіла значна частина греків-християн, переселених російським урядом із Криму. Частина прибулих греків у липні 1780 року оселилася в місті, а більшість — довкола нього. Кожному зі своїх селищ греки давали назви тих населених пунктів Криму, звідки вони прийшли. Так виникли села Бахчисарай, Ялта, Урзуф, Сартана, Чердакли, Карань, Мангуш тощо. Грузини та волохи заснували село Ігнатівку.
У ті роки межі міста проходили по сучасних вулицях Торгова, Апатова, Грецька та проспект Металургів. У 1782 році в ньому налічувалося 2 948 жителів (1 586 чоловіків і 1 362 жінок), було 629 дворів. До того часу основною розмовною мовою стає грецька (румейська мова, мова переселенців з Криму). Населення займалося виробленням шкір, виготовленням свіч, витоплюванням сала, виробництвом цегли, черепиці, вапна. Але головним заняттям жителів купецького міста була торгівля. На березі моря на околицях міста було до 20 рибних заводів, які приносили маріупольським купцям великі прибутки.
У 1780 році були закладені собор Святого Харлампія (Харлампіївський), а також церкви Різдва Пресвятої Богородиці (Карасівська), Успіння (Пречиста) Пресвятої Богородиці, або Успенська (Маріїнська), в 1791 році церква Марії Магдалини, в 1848 році — церква на центральному цвинтарі в ім'я Всіх Святих, у 1860 році — римо-католицька церква, у 1862 році — новий храм в ім'я Святої Марії Магдалини (освячений у 1897 році), а в 1864 року відкрита молитовня єврейської громади (синагога).
У 1783 році, коли Кримське ханство було приєднано до Російської імперії, частина греків повернулася в рідні місця. Землі, що звільнилися, були роздані новим переселенцям. Так виникли німецькі колонії. У 1829 році на південному заході повіту оселилися козаки, що повернулися із Задунайської Січі під проводом отамана Гладкого. Вони заснували низку сіл (Нікольське, Бойове тощо). У 1857 році після Кримської війни біля Маріуполя оселилися волонтери і назвали своє село Волонтерівкою. В 1820 році з метою прискорення економічного розвитку приазовського краю російським урядом було організоване переселення хрещених євреїв і німців-менонітів. У Маріуполі, крім греків, дозволено було селитися євреям та італійцям, стосовно яких російський уряд проводив протекціоністську політику. В 1807 році Маріуполь і 23 грецьких села було виділено в грецький округ із підпорядкуванням Таганрозькому градоначальству, а з 1859 року — Катеринославському губернському правлінню. У 1840-х роках почалося заселення Слободки відставними солдатами та матросами. У 1859 році видано урядовий указ, згідно з яким у місті Маріуполі дозволено зараховуватися негрекам до суспільства, окремому від грецького, без присвоєння привілеїв, дарованих грекам.
Гирло Кальміусу було зручною природною гаванню, що називали «біржею». У 1824 році італієць Кавалотті почав будувати в Маріуполі судна. Їхня вантажопідйомність склала 135—160 тонн. У 1840 році від центра до біржі була прокладена бруківка. В 1840 році замість дерев'яної пристані в гирлі Кальміусу (сучасна гавань) споруджено кам'яну набережну. Для ремонту і будівництва суден у гирлі Кальміусу був створений ківш — штучне заглиблення (нині судноремонтний завод рибоконсервного комбінату).
Маріуполь неодноразово відвідували особи імператорського двору Російської імперії й навіть сам імператор Олександр I був у місті в червні 1818 року й у листопаді 1825 року. У травні 1820 року російський поет О. С. Пушкін відвідав Маріуполь, подорожуючи з Катеринослава на Кавказ із родиною генерала Н. Н. Раєвського. У жовтні 1837 року місто відвідав цесаревич Олександр Миколайович (майбутній імператор Олександр II), у почті якого був серед інших Василь Жуковський, що присвятив кілька рядків свого щоденника Маріуполю.
До середини XIX століття в Маріуполі розвивалися в основному кустарні підприємства: шкіряні, салотопні, цегельні, черепичні заводи, ковальські, бондарні, зброярські майстерні, вітряні та водні млини, рибозаводи. У 1830 році стала до ладу макаронна фабрика. Із кінця XVIII століття місто було значним торговим центром. Щорічно тут проводилося чотири ярмарки, на яких торгували хлібом, худобою, шкірами, вовною, рибою, вином. Адміністративним і торговим центром міста була Соборна (Базарна) площа. Садів у місті майже не було, лише у деяких багатих купців у малій кількості були фруктові дерева. Двічі на рік: навесні — у день великомученика Георгія (23 квітня), а восени — у день Покрова (1 жовтня) з'їжджалися в Маріуполь на ярмарки купці, міщани й селяни. Через Маріуполь проходили торговельні шляхи чумаків. На Базарній площі була поштова станція, на якій утримували 18 коней. У середині XIX століття в місті налічувалося 120 крамниць, 15 винних льохів, 2 трактири, 2 заїжджих двори, 5 харчевень, 2 вітряні і 5 водних млинів, понад 100 складів при населенні 4 579 ос. Перша школа в Маріуполі відкрилася незабаром після переселення кримських греків у Приазов'я, але проіснувала недовго. Перше міське парафіяльне училище в Маріуполі відкрилося у вересні 1820 року, духовне училище — в 1825 році, перша аптека — в 1855 році, перша бібліотека — в 1868 році, перша гімназія — в 1876 році (засновник — педагог і історик Ф. А. Хартахай), перший театр — Маріупольський грецький театр — у 1878 році, перша земська лікарня — в 1874 році, а міська — лише в 1890 році. Після виникнення головної вулиці — Катерининської (під час радянської влади перейменована на проспект Республіки, з 1960 — Леніна, наразі — проспект Миру) місто трохи видозмінилось.
У 1831 році з козаків, що повернулися із Задунайської Січі під проводом отамана Гладкого, було утворене Азовське козацьке військо (існувало до 1865 року).
Значний збиток був завданий Маріуполю під час Кримської війни 1853–1856 років. Морська торгівля через воєнні дії була припинена. Навесні 1855 року англо-французька ескадра ввійшла в Азовське море. 24 травня під прикриттям корабельної артилерії в Маріуполі було висаджено англо-французький десант, що знищив склади в порту, спалив декілька будинків у місті.
Маріуполь XIX століття був одноповерховим. Із 3 084 будинків тільки 34 були двоповерховими і тільки 3 будинки — триповерховими (серед яких будинок готелю «Континенталь» — наразі тут розташований ПК «Азовсталь»). Основним матеріалом був саман. У 1864 році був закладений Міський сад. У 1867 році була відкрита громадська лазня. У 1871 році почалося мощення міських вулиць і площ бруківкою. 15 липня 1875 року встановлені перші 100 гасових ліхтарів для освітлення вулиць (до 1914 року їх уже було 686). У 1889 році на Олександрівській площі закладений центральний сквер.
Із 1859 по 1873 рік місто перебувало в складі грецького повіту Олександрівського повіту (центр — Олександрівськ (Запоріжжя)) Катеринославської губернії Російської імперії.

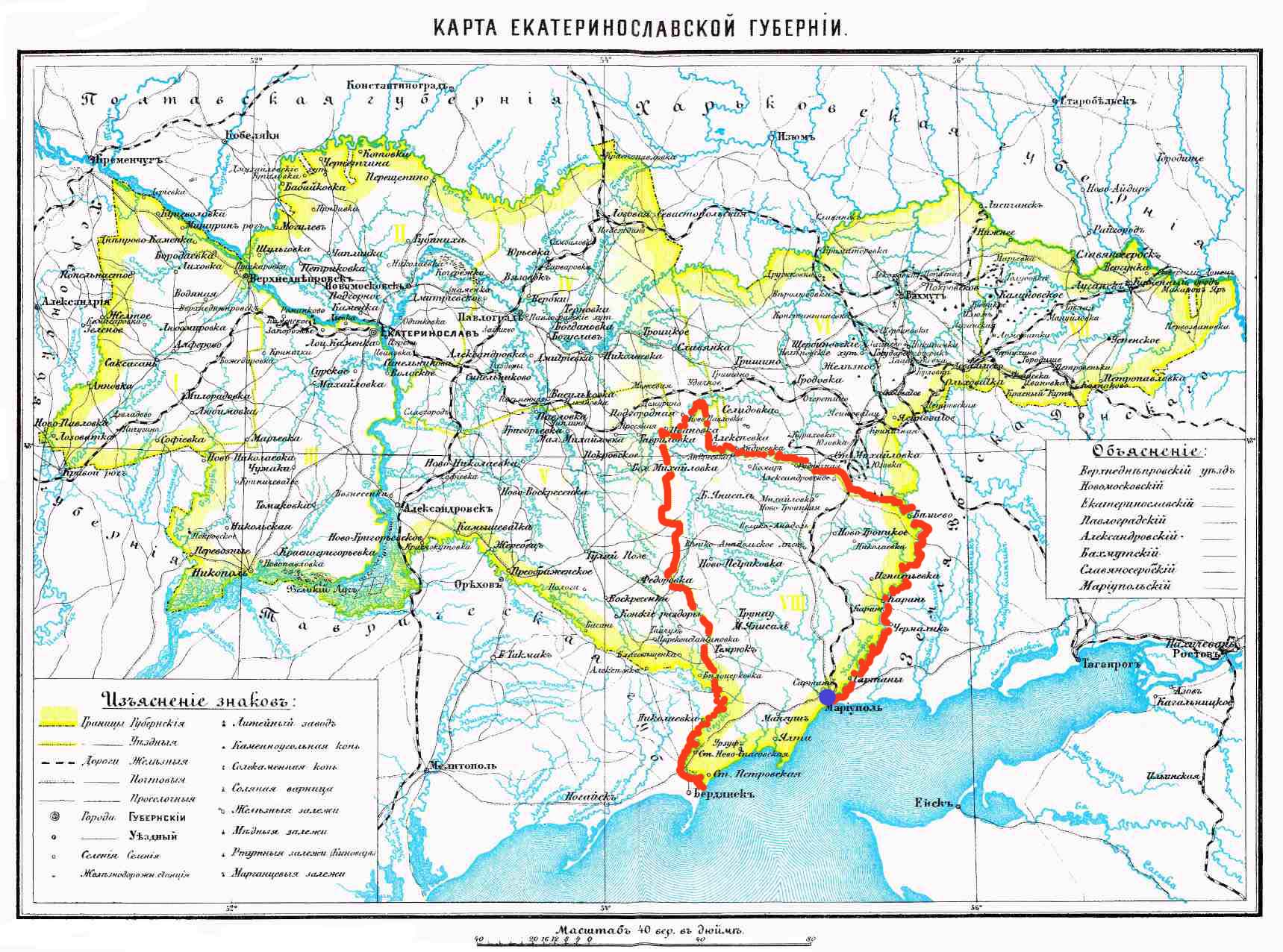
Маріупольський повіт на старій мапі Катеринославської губернії

Із 1873 року місто в складі Маріупольського повіту Катеринославської губернії Російської імперії, у який увійшли як грецькі поселення, так і поселення селян інших національностей. На 1897 рік:
- Катеринославська губернія — 2 113 674 ос., 63 377 км², центр — Катеринослав (Дніпро);
  - Маріупольський повіт — 254 056 ос., центр — Маріуполь;
    - Маріуполь — 31 116 ос.

У 1868 році відкрите Маріупольське поліцейське управління для Маріуполя й грецького округу. Місто було поділене на 3 поліцейські частини. У 1869 році скасований грецький суд, відкрите земство для Маріупольського округу. У 1870 році відкрита міська дума (голова і шість гласних). Її призначення — завідування міським господарством. У 1872 році в Маріуполі відкритий Азовсько-Донський комерційний банк. У 1874 році введена загальна військова повинність і відкрито в Маріуполі повітова військова присутність.
Після скасування кріпацтва в Російській імперії економічний і культурний розвиток у Маріуполі пішов швидшими темпами. Вивіз товарів із Маріупольського порту зріс майже у 4 рази. Населення міста збільшилося на 1864 року до 7 440 осіб. На цей часу в місті мешкали греки, українці, росіяни, євреї, німці та представники інших національностей.

#### Вулиці і площі старого Маріуполя

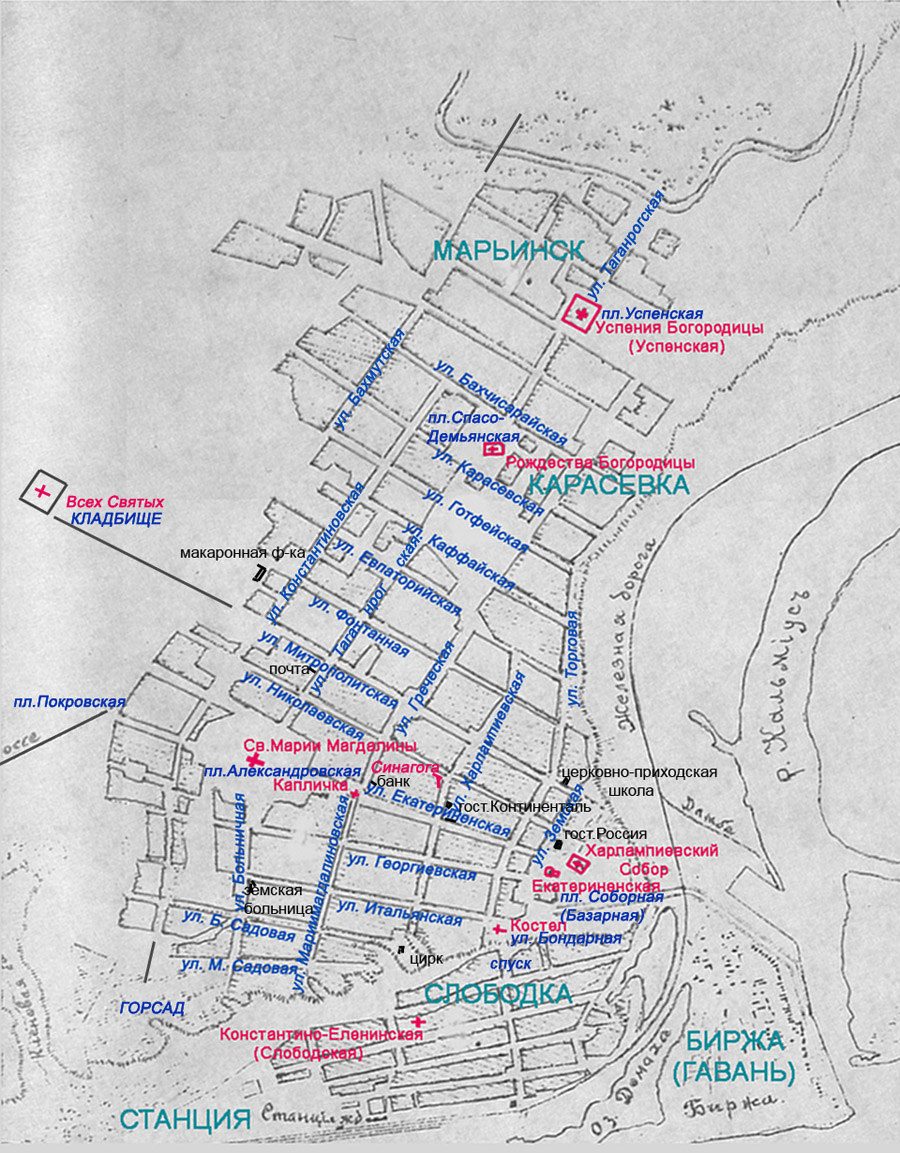
Карта Маріуполя в 1892 році

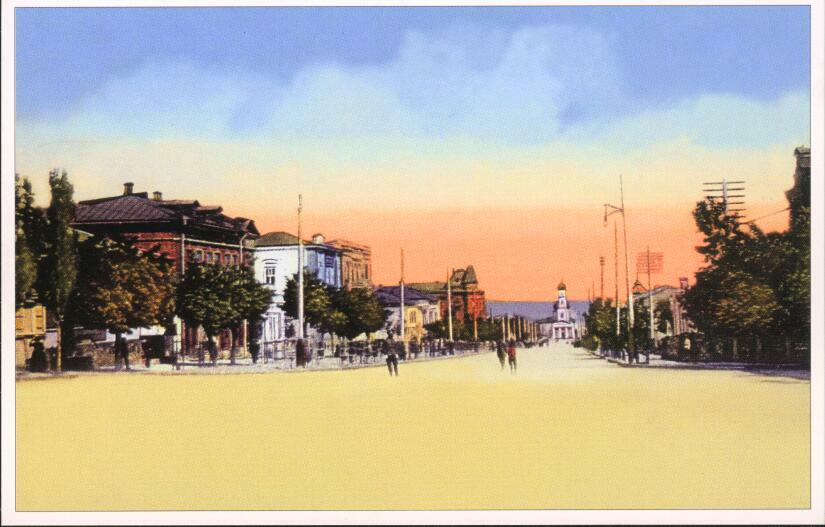
Велика (Катерининська) вулиця в Маріуполі (тепер — проспект Леніна)

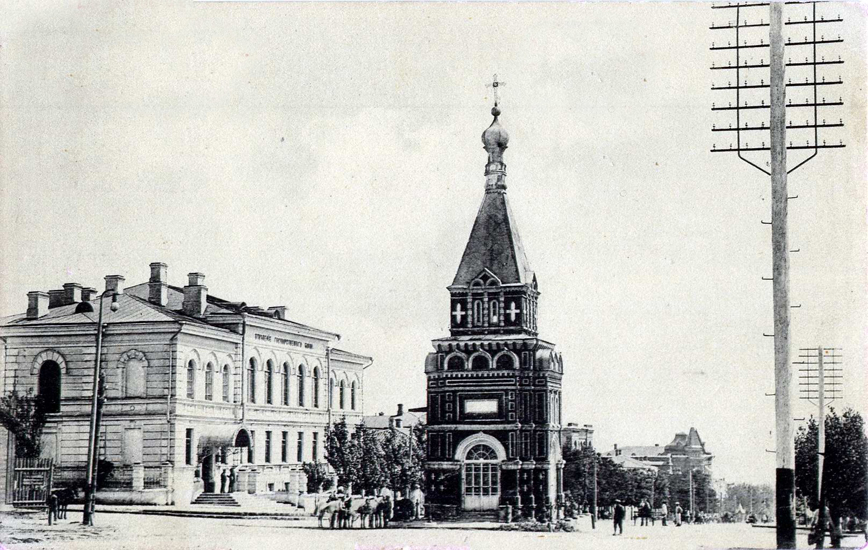
Катерининська вулиця на початку ХХ століття. Будинок держбанку. Каплиця Марії Магдалини

28 вересня 1876 року вулицям Маріуполя дані офіційні назви:
- поздовжні вулиці (у дужках дані назви в радянський період — із 1919 року й у наш час):
  - Мала Садова (із 1965 року — Семенішина) — перебували великі фруктові сади;
  - Велика Садова (Пушкіна);
  - Італійська (Апатова, Італійська) — на честь католицького костьолу на початку вулиці, основними парафіянами якого були італійці;
  - Бондарна (Апатова, Італійська) — продовження Італійської до сходів від Базарної площі;
  - Георгіївська (1 Травня, Богдана Хмельницького — в 1941—1943 роках, Георгіївська) — за ім'ям лівого престолу Харлампіївського собору Маріуполя, що виходив на вулицю;
  - Катерининська (проспект Республіки, з 1960 року — проспект Леніна) — до цього — Велика вулиця;
  - Миколаївська (вулиця Леніна, із 1960 року — Донбаська, Миколаївська) — за назвою правого престолу Харлампіївського собору Маріуполя, що виходив на вулицю;
  - Митрополитська (Карла Лібкнехта, Митрополитська) — перебував будинок митрополита Ігнатія;
  - Фонтанна (з 1965 — Івана Франка, Фонтанна) — біля початку вулиці перебував «фонтан» — джерело питної води в місті;
  - Євпаторійська (Комсомольська, Євпаторійська) — ця й наступні 4 вулиці названі на честь населених пунктів Криму;
  - Кафайська (Пролетарська, Кафайська);
  - Готфейська (Червоноармійська, Готфейська);
  - Карасівська (Куїнджі, Карасівська);
  - Бахчисарайська (Шевченка);
- поперечні вулиці:
  - Земська (Рози Люксембург) — знаходилася повітова земська управа;
  - Гамперівський узвіз (Рози Люксембург) — продовження вулиці Земської на Слобідку — на честь маріупольського лікаря Сергія Гампера, що побудував на вулиці лікарню;
  - Торгова (з вересня 1924 року — III Інтернаціоналу, Торгова) — був розташований базар;
  - Харлампіївська (Радянська, Харлампіївська) — на честь соборної церкви Маріуполя — Харлампіївської;
  - Грецька (Карла Маркса, Грецька);
  - Марії-магдалинівська (Карла Маркса, Грецька) — продовження вулиці Грецької до півдня від Катерининської вулиці — була розташована стара церква Марії Магдалини;
  - Таганрозька (Артема);
  - Лікарняна (Артема) — продовження вулиці Таганрозької до півдня від Катерининської вулиці — була розташована земська лікарня;
  - Костянтинівська (Енгельса);
  - Бахмутська (Івана Франка, з 1965 — проспект Металургів), продовження вулиці уздовж заплави річки Кальчик на Новоселівці існує й тепер;
- вулиці Слободки:
  - Перша Слобідська (Котовського);
  - Друга Слобідська (Свердлова);
  - Третя Слобідська (Донецька);
  - Четверта Слобідська (Транспортна, Михайла Лінника);
- Площі:
  - Соборна (Базарна) площа (Визволення);
  - Олександрівська площа (Свободи, Центральний сквер, Театральна);
  - Покровська (Сінна) площа (Адміністративна);
  - Спасо-Дем'янська площа (перехрестя бульвару Шевченка та вулиці Артема);
  - Успенська площа (Автовокзалу, Успенська).

#### Церкви старого Маріуполя

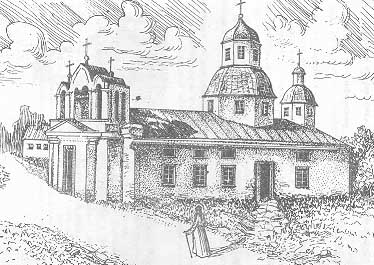
Катерининська (Грецька) церква, в минулому Харлампіївський собор

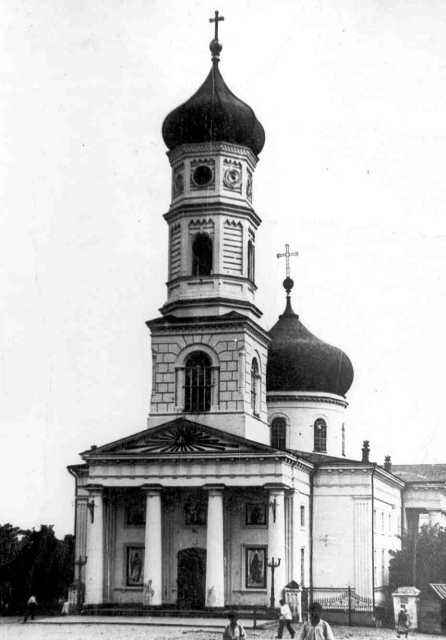
Харлампіївський собор (новий) на Базарній площі

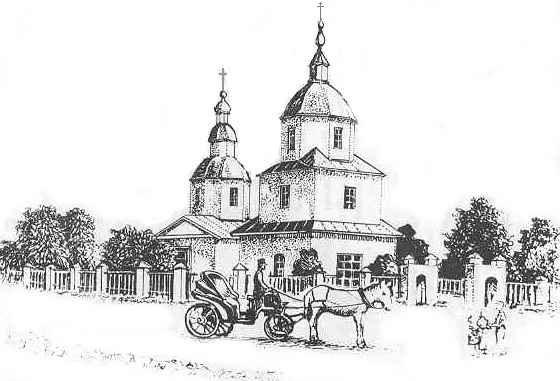
Церква Різдва Богородиці на Карасівці

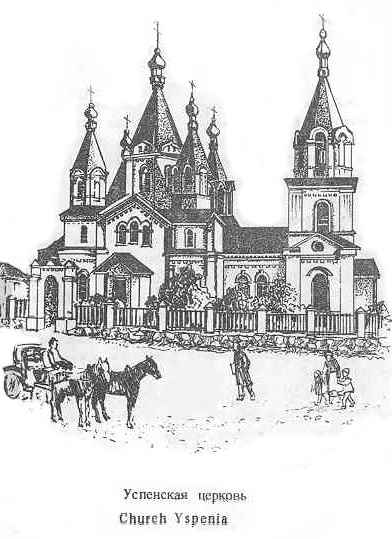
Успіння Богородиці (Успенська) церква в Маріїнську

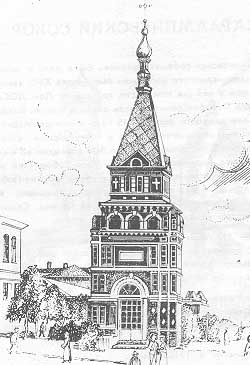
Каплиця на місці старої церкви Марії Магдалини (Російської церкви) на Катерининській вулиці

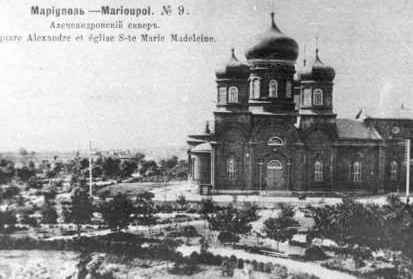
Церква Марії Магдалини на Олександрівській площі

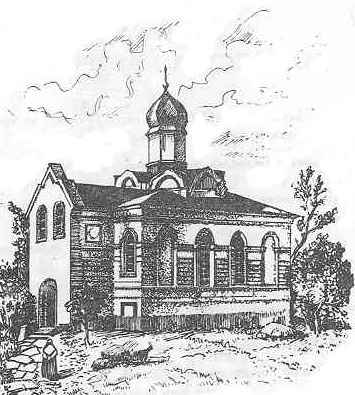
Церква Всіх Святих на старому цвинтарі

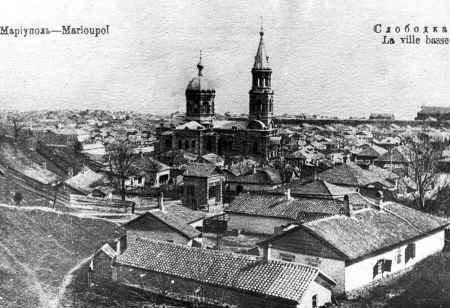
Олено-Костянтинівська (Слобідська) церква на Слобідці

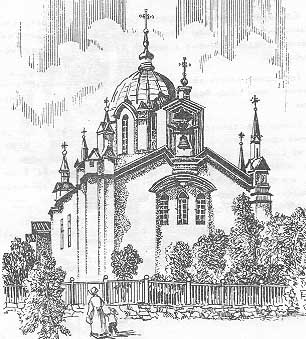
Католицький костьол на Італійській вулиці

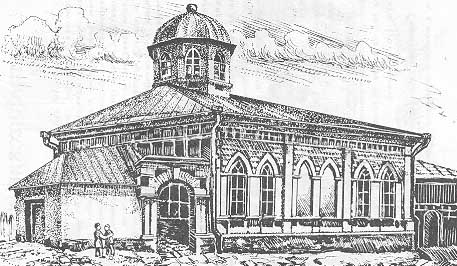
Синагога на Харлампіївській вулиці

У дореволюційному Маріуполі існували такі храми:
- Собор Святого Харлампія (Харлампіївський) на Соборній (Базарній) площі (тепер — Площа Визволення), закладений у 1780 році на місці старої козацької Свято-Миколаївської церкви, «кам'яної, критої очеретом», побудованої ще запорізькими козаками. Собор відкритий і освячений для богослужіння в 1782 році, був закритий у 1848 році через століття. У 1786 році в Харлампіївській церкві був похований митрополит Ігнатій. Після зведення в 1845 році Харлампіївського собору — цей перший у Маріуполі християнський храм став називатися Катерининською церквою. В 1868 році її відремонтували, і на свята у ній відбувалася літургія грецькою мовою. У народі Катерининську церкву називали Грецькою. Знесена в 1930-х роках;
- Собор Святого Харлампія (Харлампіївський) — новий храм на Соборній (Базарній) площі на місці сучасного ДТСААФа, поруч зі старим храмом (перейменованим на той момент у Катерининську церкву) — закладений у 1820-х роках замість тісного старого Харлампіївського собору. Споруджували новий собор понад двадцять років. У 1845 році в центрі Маріуполя був освячений чудовий храм у візантійському стилі із трьох бокових вівтарів. Центральний боковий жертовник був зведений на ім'я великомученика Харлампія, від чого і весь собор став називатися Харлампіївським, правий — на честь Георгія-Переможця, а лівий був присвячений святителю Миколі, на згадку про запорізьку Свято-Миколаївську церкву. Святителя Миколу слов'яни особливо шанували. В 1891—1892 роках побудували нову дзвіницю і з'єднали її з церквою. Тепер Харлампіївський собор уміщав уже п'ять тисяч чоловік одночасно. Це було найбільше приміщення в історії Маріуполя. Харлампіївський собор став осередком майже всіх святинь і національних цінностей маріупольських греків. Зокрема, тут зберігалася чудотворна ікона Георгія-Переможця, що була датована, за переказом, 1891 роком. Собор був підірваний у 1930-х роках. На місці був споруджений будинок ДОСААФа;
- Різдва Пресвятої Богородиці (Різдвяно-Богородицька, Карасівська) на Спасо-Дем'янській площі Карасівки (тепер — перехрестя вулиці Артема й бульвару Шевченка). Одна з перших церков, побудованих греками-переселенцями в 1780 році. Стіни й дзвіниця цього храму були із червоної цегли, а купол дерев'яний. Особливо шанованою була в цьому храмі ікона Козьми й Дем'яна, вивезена греками із Криму при переселенні. Не менш шанували парафіяни й ікону св. Параскєви, який приписувалися чудодійні властивості. У церкві Різдва Пресвятої Богородиці хрестили Архипа Куїнджі, який став згодом видатним художником-пейзажистом, тут же в 1875 році Архип Іванович вінчався з Вірою Леонтіївною Кечеджі-Шаповаловою. Підірвана в 1937 році, на місці побудована школа № 11;
- Успіння (Пречиста) Пресвятої Богородиці (Успенська, Маріїнська) у Маріїнську (нинішній район автовокзалу), закладена 1780 року, була спочатку дерев'яної, пізніше на її місці звели кам'яний храм, освячений у 1804 році, в 1887 році вона знову була освячена після перебудови. В Успенській церкві перебувала особливо шанована ікона Божої матері Ідигітрії, була вивезена греками із Криму. Вона вважалася чудотворною і віряни йшли до неї з різних країв упродовж року, а до храмового свята 15 серпня збиралися десятки тисяч. Усі маріупольські храми були побудовані на кошти місцевих парафіян; окрім Успенської церкви, що звели винятково «на кошти притікаючих на поклоніння». На місці підірваної Успенської церкви в 1936 році була побудована середня школа № 36;
- Святої Марії Магдалини — перебувала на перехресті нинішніх проспекту Леніна й Грецької вулиці: тут ще до приходу в Павловськ переселенців із Криму Азовський губернатор В. А. Чортков заклав церкву Марії-Магдалини. Освятили її 4 червня 1791 року. На той час Маріуполь уже 11 років був заселений греками, але «малоросійської нації люди» (колишні запорожці), яких на косах Азовського моря проживало більше двох тисяч, домоглися, щоб цю церкву передали їм. У народі Марії-Магдалинівську церкву (першої збудови) називали ще Руською або Бурлацькою. Вона простояла 100 років і стала занедбаною. 1891 року церкву розібрали, а на її місці ухвалою міської думи вибудували капличку на згадку порятунку 29 квітня 1891 року в Японії спадкоємця Миколи Олександровича (у майбутньому останнього російського царя Миколи II). Капличка була розібрана в 1933 році у зв'язку з будівництвом трамвайних колій по проспекту Республіки;
- Святої Марії Магдалини (новий храм) на Олександрівській площі (нині сквер біля драматичного театру) — фундамент був закладений ще в 1862 році, але церква побудована й освячена лише в 1897 році. Тоді ж навколо храму був закладений сквер, що у наші дні став улюбленим місцем відпочинку маріупольців. У Марії-Магдалинівській церкві серед інших цінностей зберігалася запрестольна ікона Спасителя часів запорізьких козаків. Храм був знесений у першій половині 1930-х років. Традиційно, на території духовних храмів ховали видатних священиків та меценатів, тому навколо церкви Святої Марії Магдалини був невеличкий цвинтар, який зберігся і після зруйнування храму. За часів німецько-фашистської окупації на цій території ховали загиблих офіцерів окупаційних військ. У 1960 році на місці Марії-Магдалинівської церкви була зведена будівля драматичного театру;
- В ім'я Всіх Святих — побудована в 1848 році на центральному цвинтарі біля Матесова хутора. Була найменшою з усіх маріупольських храмів. Її, кам'яну з дерев'яним куполом, побудували на кошти колезького реєстратора Кирила Матвійовича Калери. Церква була холодною (не опалювалася), приходу не мала, і спочатку її приписали до Харлампіївського собору. Пізніше тут по суботах проводилося богослужіння. Церква В ім'я Всіх Святих розділила сумну долю маріупольських православних храмів, в 1930-ті роки вона була знищена;
- Олено-Костянтинівська (Костянтино-Оленінська, Слобідська) — побудована на Слобідці між 1908 і 1917 роками, була наймолодшою з дореволюційних маріупольських православних храмів. На місці знесеного храму в 1930-ті роки побудована середня школа № 37;
- Георгіївська кам'яна церква в Сартані — побудована в 1824 році, але, мабуть, замість храму, що прийшов у занепад, закладеного при заснуванні села в 1780 році;
- Великомученика Федора Стратилата в Карасівці — закладена самим митрополитом Ігнатієм. Згодом вона прийшла в старість і її розібрали. Більше вона не відновлювалася;
- Миколаївська домова церква — побудована на кошти «Російського Провідансу» поблизу станції Сартана в 1900 році. Вона містилася в будинку міністерського училища;
- Петропавлівська церква, побудована в 1901 році «тщанієм» дирекції й робітників «Нікополя». Вона була розташована в районі нинішнього Іллічівського ринку;
- Портівська церква;
- церква в селищі Старий Крим;
- Римсько-католицький костьол — закладений після «найвищого» затвердження будівництва в Гатчині імператором Миколою I 15 листопада 1853 року, богослужіння почалися 18 жовтня 1860 року. Костьол перебував на розі Торгової й Італійської вулиць, у її будівництві брав участь юний Архип Куїнджі. Тепер на цьому місці перебуває будинок звичайної будівлі, у якому знаходиться дитячий садок;
- молитовня єврейської громади (синагога) — спочатку відкрита в 1864 році на Харлампіївській вулиці, однак в 70-х роках XIX сторіччя єврейське населення Маріуполя стрімко зростало, і синагоги на Харлампіївській було вже недостатньо, щоб задовольнити потреби віруючих. На початку 1880-х років єврейська громада купила двір із будівлями на Георгіївській вулиці. Відкриття другої молитовні відбулося в 1882 році. З відкриттям цього й інших єврейських молитовень синагога на Харлампіївській стала називатися головною. Але спливали роки, синагога на Георгіївській усе більше благоустроювалася й стала хоральною, тобто головною. Будівля хоральної синагоги (біля краєзнавчого музею) була зруйнована в 1990-х роках. Зберігся будинок синагоги на вулиці Миколаївській (будинок № 28). Тепер у ньому розташований дитячий садок швейної фабрики.

### 1882—1917 роки
Але все-таки до кінця XIX століття Маріуполь залишався невеликим купецьким містечком на березі моря, а найбільшим центром півдня Росії місто стало тільки з появою наступних об'єктів:
1. залізниці (1882 рік)
2. глибоководного морського порту (1889 рік)
3. металургійного заводу (1897 рік)

Ще в 1799 році створена митниця, а в 1809 році відкрито портове управління. Головним експортним товаром була пшениця. Після спорудження в 1882 році залізниці «Оленівка-Маріуполь», що з'єднала місто з Донбасом, у порт почало надходити донецьке вугілля для вивозу за кордон. Збільшення вантажообігу зумовило будівництво торговельного порту. В 1886—1889 роках побудований новий Маріупольський торговельний порт, що став другим за вантажообігом на півдні Російської імперії після Одеси. 29 серпня 1889 року почалося навантаження донецького вугілля на пароплав «Ведмедиця», чим і ознаменувалося відкриття нового Маріупольського торговельного порту, побудованого в Зінцевій балці у 5 верстах від Маріуполя. Новий порт викликав пожвавлення торгівлі, приток населення в місто. У 1890 році в Маріуполі мешкало 19 тис. жителів. Про велике значення Маріуполя в житті тодішньої Росії свідчить те, що на початку Першої світової війни в місті перебували консульські установи 7 європейських держав: Греції, Італії, Австро-Угорщини, Туреччини, Бельгії, Німеччини, Великої Британії. Наявність морського порту і близькість донбаського вугілля стали передумовою будівництва тут металургійних заводів і перетворення Маріуполя на межі XIX—XX століть в один із центрів металургійної промисловості Півдня Російської імперії.
У 1876 р. у м. Маріуполь відкрито чоловічу гімназію. Засновник та перший директор Ф. Хартахай.
19 квітня 1896 року А. В. Ротштейн із Пруссії й Е. Д. Сміт зі США звернулися до уряду Російської імперії за дозволом заснувати «Нікополь-Маріупольське гірниче й металургійне товариство». Не очікуючи рішення влади, вони закупили в США металургійний завод із трубозварювальним цехом. 6 липня 1896 року в Петербурзі перші загальні збори акціонерів обрали правління товариства. За п'ять кілометрів від Маріуполя почали працювати геодезисти. Монтаж почався в грудні, а вже 1 (13) лютого 1897 року був пущений трубозварювальний стан. «Нікополь» є одним із родоначальників комбінату імені Ілліча.
Бельгійське товариство «Провіданс», що існує й понині, отримало в Маріупольській міській управі дві ділянки землі. І на одній з них у 1898 році почалося будівництво заводу. Потім з метою залучення бельгійського й російського капіталів вони створили дочірню компанію «Російський Провіданс». У 1898 році завод уже працювали 2 доменні печі, 2 мартенівські печі, 3 томасівських конвертори, 126 коксових батарей, великосортний і рейкобалковий цехи.
Залізну руду везли з Керчі на пристань, розташовану на березі Кальміусу (сучасна Гавань). Наприкінці XIX століття в Маріуполі працювали, таким чином, пліч-о-пліч 2 металургійних заводи. Однак продукція їх була не із найкращих. Перші домни «Нікополя» привезли через океан у розібраному стані. З ними прибули до Маріуполя їхні будівники — американці брати Джуліан і Вальтер Кеннеді. Домни «Нікополя» на відміну від домен «Російського Провідансу» були останнім словом техніки. Перша домна «Нікополя» дала чавун у ніч із 14 на 15 червня 1902 року. Першим директором «Нікополя» був Г. Лауде. В 1909 році «Нікополь» виробив 1,3 млн пудів сталі, в 1913 році — 4,8 млн пудів. «Російський Провіданс» в 1912 році виготовив 11 млн пудів чавуну, а вже в 1913 році — 13 млн пудів чавуну. В 1909 році Маріупольським портом перероблено 96 млн пудів вантажів, а в 1911 році вже 122,4 млн пудів.
Наприкінці XIX століття в Маріуполі крім металургійних діяли заводи: сільськогосподарського машинобудування, 6 шкіряних, 27 цегляно-черепичних, макаронна фабрика, два парові млини. В 1886 році став до ладу чавуноливарний механічний завод Уварова з виготовлення землеробських знарядь (нині завод «Жовтень»), тоді ж заснований пивоварний завод Кучера на Торговій вулиці із продуктивністю 10 000 відер пива на рік (тепер — Маріупольська харчосмакова фабрика). В 1915 році заснована цукеркова фабрика (тепер — Маріупольська кондитерська фабрика). Під час Першої світової війни Маріуполь був найбільшим виробником броньової сталі на півдні Російської імперії.
За переписом 1897 року, у Маріуполі мешкало 31 тис. чоловік. Напередодні Першої світової війни в місті налічувалося вже 58 тис. жителів. У 1910 році в Маріуполі було 7 лікарень, 23 лікаря, 23 акушерки, 11 земських і міських шкіл, 4 приватні школи, 2 державні і 2 приватні гімназії, реальне (приватне), духовне й технічне училища, приватна музична школа. В 1889 році був закладений центральний сквер на Олександрівській площі, а роком пізніше почалася посадка декоративних дерев вздовж міських вулиць.
У 1878 році житель Маріуполя В. Л. Шаповалов створив у місті професійну театральну трупу, а в листопаді 1887 року прем'єрою «Ревізора» відбулося відкриття будинку міського театру, що зіграло важливу роль в естетичному вихованні населення. Щонайменше тричі (в 1889, 1891 і 1908 роках) маріупольська публіка із захопленням приймала видатного українського актора, режисера й драматурга Марка Лукича Кропивницького, автора понад 40 п'єс, який виступав на підмостках міського театру. Як актор гастролював у Маріуполі й Іван Карпович Карпенко-Карий (Тобілевич) — ще один класик української драматургії.
У 1892 році вийшла у світ книга «Маріуполь і його околиці» — одне з найцінніших джерел вивчення історії міста. В 1896 році створена перша в Маріуполі телефонна мережа (до 1910 року до неї входило понад 200 абонентів). У квітні 1897 року в Маріуполі відбувся перший кіносеанс, в 1906—1910 роках відкриті три кінотеатри: «XX століття», «Ілюзіон» і «Вечірній відпочинок». У вересні 1897 року на пожертвування жителів і за кошти міського бюджету побудований будинок міської лікарні (тепер це один із корпусів лікарні № 3), у будівництві якої діяльну участь взяв лікар І. І. Данилов. 1898 року була побудована перша в місті громадська бібліотека-читальня. 1 грудня 1898 року відкрита перша в Маріуполі електростанція, вона належала Є. Томазо, знаходилася на вулиці Харлампіївській і призначалася для освітлення готелю «Континенталь». У 1899 році почалося будівництво будинку стаціонарного цирку на Великій Садовій вулиці. 15 грудня 1899 року вийшов у світ перший номер міської газети «Маріупольський довідковий листок». У 1901 році почалося будівництво маріупольської водогінної башти на Костянтинівській, системи водогонів міста. 4 травня 1906 року вийшов у світ перший номер щоденної газети «Маріупольське життя», яка проіснувала до початку 1917 року (у травні 1996 року її випуск відновлений). У 1908 році за проектом В. А. Нільсена був побудований будинок Єпархіального училища (тепер — 1-й корпус Приазовського державного технічного університету), тоді ж введена в експлуатацію міська електростанція, що призначалася для забезпечення електроенергією насосної станції міського водогону й освітлення міських будинків (розташовувалася на перетині вулиць Земської і Фонтанної). У 1910 році відкрите приватне жіноче училище з курсом прогімназії Н. С. Дарій, перетворене пізніше в гімназію з повним курсом середньої освіти, у тому ж році почалося будівництво першої міжміської телефонної лінії «Маріуполь-Юзівка». В 1914 році відкрита приватна прогімназія викладача Лобачевського для хлопчиків.

#### Революційні події в Маріуполі

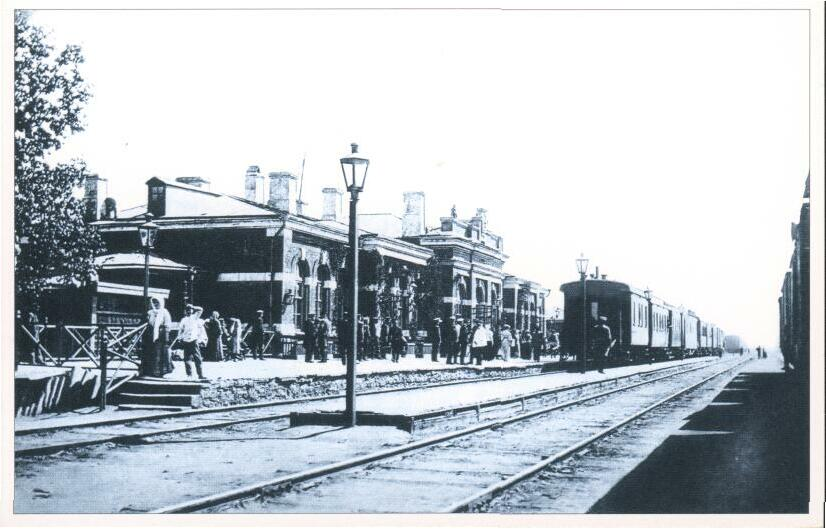
Старий вокзал Маріуполя

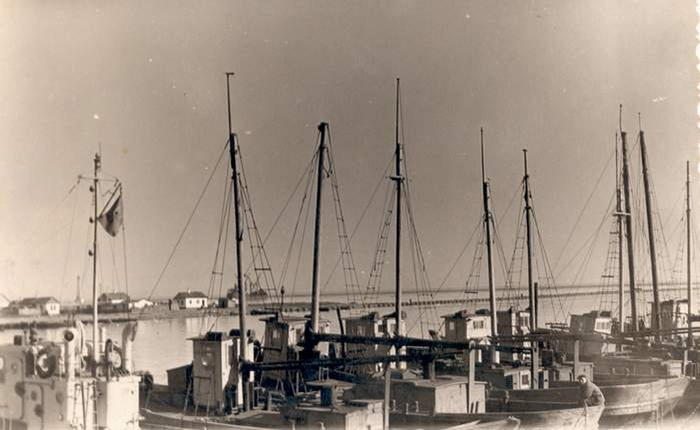
Старий порт у гирлі ріки Кальміус

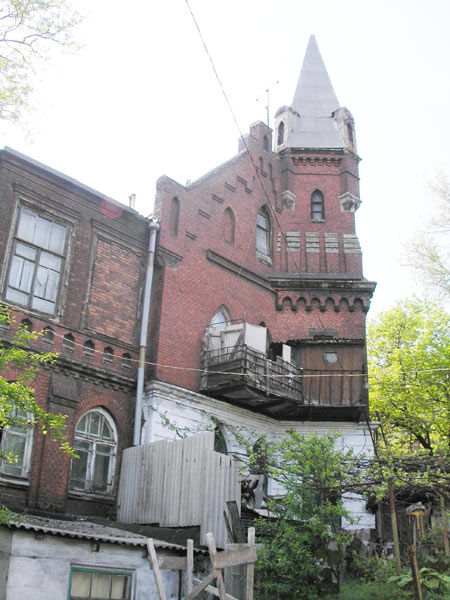
Будинок Гампера на Гамперовському узвозі

Робітники Маріуполя підтримували революційні настрої, які були характерні для усього пролетаріату Російської імперії початку ХХ ст, і 9—10 квітня 1898 року в Маріуполі відбувся перший страйк робітників. Страйкували 370 робітників заводу «Нікополь».
- листопад 1898 — страйк робітників-будівельників заводу «Російський Провіданс»;
- осінь 1904 — антивоєнна демонстрація робітників у Маріуполі;
- 25 січня 1905 — робітники заводу «Нікополь» висунули адміністрації економічні вимоги;
- 31 січня 1905—750 робітників заводу «Нікополь» оголосили страйк. На його придушення були викликані війська;
- 21-24 березня 1905 — страйк портових вантажників;
- 22 березня 1905 — міська дума клопоче перед губернатором у направленні в Маріуполь батальйону піхоти або сотні козаків;
- 20 квітня 1905 — страйк 500 робітників Маріупольського порту;
- 1-4 липня 1905 — страйк робітників заводу «Російський Провіданс». До них приєдналися робітники заводу «Нікополь». Масове звільнення учасників страйків із заводу «Російський Провіданс»;
- 20-22 липня 1905 — страйкують 160 робітників заводу Сойфера;
- 28 серпня 1905 — відбулася політична демонстрація робітників і вчителів Маріупольського повіту;
- 14 вересня 1905 — поліція розігнала політичний мітинг робочих металургійних заводів, організований маріупольською групою РСДРП;
- 29-30 вересня 1905 — страйк команд 18 пароплавів, що стояли під навантаженням у Маріупольському порту;
- 15 жовтня 1905 — робітники всіх цехів заводу «Нікополь» оголосили страйк. Частина з них направилася на «Російський Провіданс», щоб закликати його робітників підтримати страйк. Відбулася сутичка з поліцією. Для придушення виступу трудящих були викликані війська;
- 16 жовтня 1905 — біля тисячі чоловік брало участь у демонстрації протесту на головній вулиці Маріуполя — Катерининській. Спроба поліції розігнати демонстрацію не увінчалася успіхом: робітники вчинили збройний опір;
- 19 жовтня 1905 — робітники металургійних заводів вийшли на демонстрацію протесту з нагоди опублікування «Маніфесту 17 жовтня». У демонстрації брало участь до десяти тисяч чоловік;
- 8-20 грудня 1905 — залізничники Маріуполя взяли участь у всеросійському страйку робочих залізниць. Страйк було придушено військами;
- 1 травня 1906 — робітники металургійних заводів оголосили страйк. В Олександрівському сквері зібралася робоча молодь;
- 12 червня 1906 — почався багатоденний страйк робітників Маріупольського порту;
- 1 травня 1907 — страйк робітників заводу «Нікополь», міських друкарень, дрібних підприємств і млинів;
- 13 червня 1907 — війська придушили страйк робітників Маріупольського порту.

#### Маріуполь на старих поштівках і фото

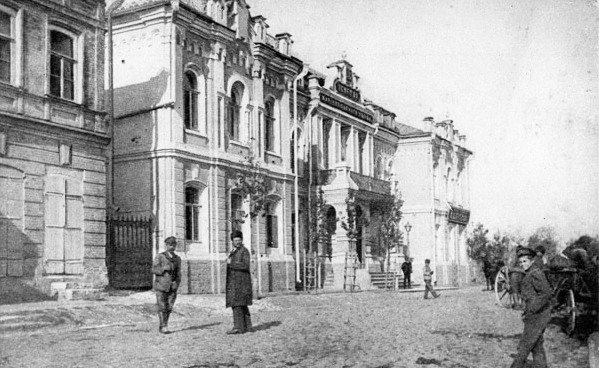
Маріуполь. Земська управа, поч. 20 ст., поштівка. Споруда не збережена.

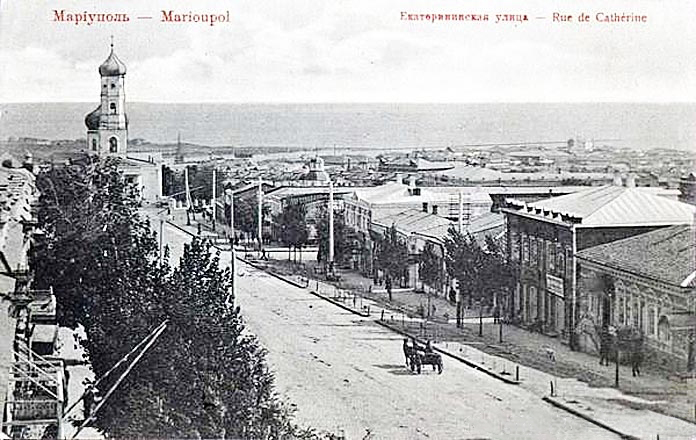
Маріуполь, вулиця Катерининська біля Харлампіївського собору, поч. 20 ст.
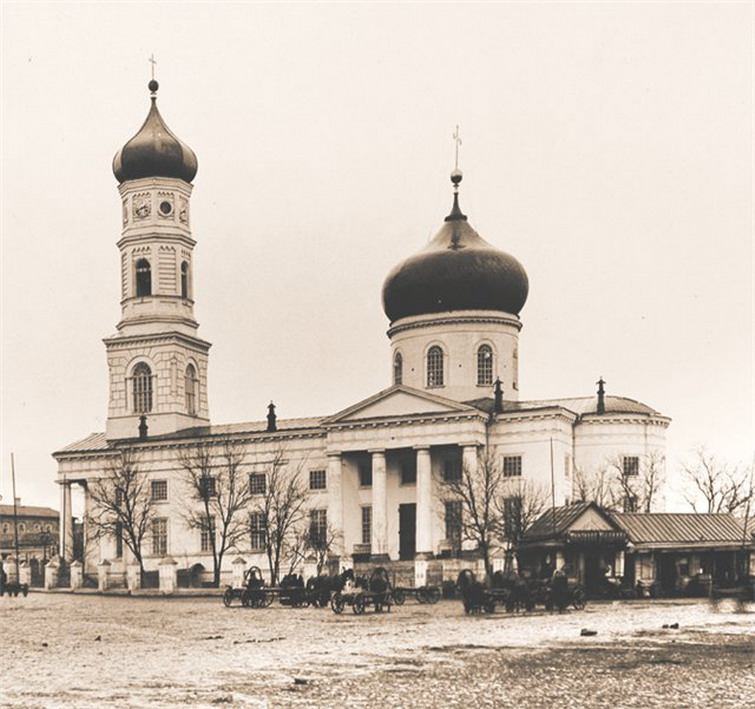
Маріуполь. Колишній Харлампіївський собор 1845 р. добудови 1892, фото 1900 р.
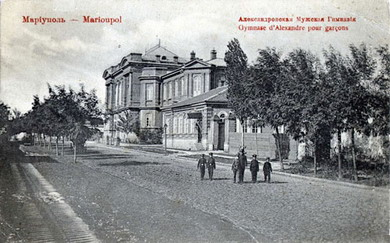
Маріупольська Олександрівська чоловіча гімназія, старовинна поштівка поч. XX ст.
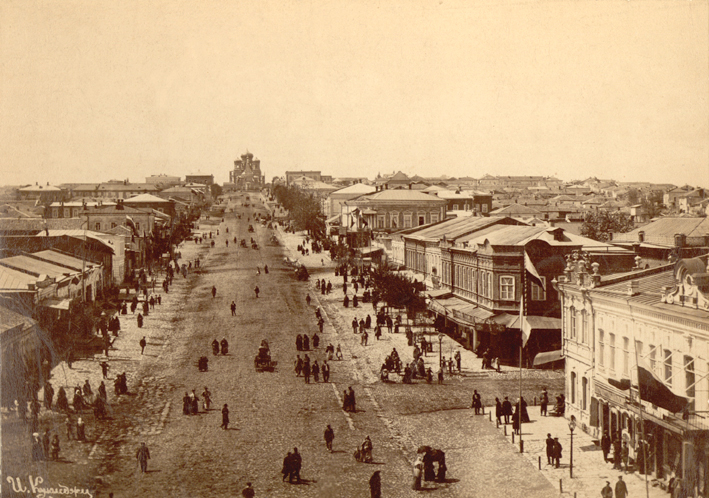
Маріуполь, панорама головної вулиці міста до 1916 р. Стара поштівка
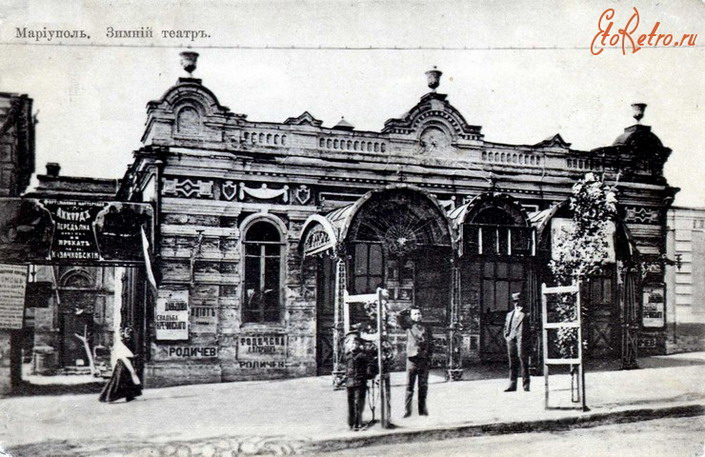
Маріуполь. Зимовий театр.
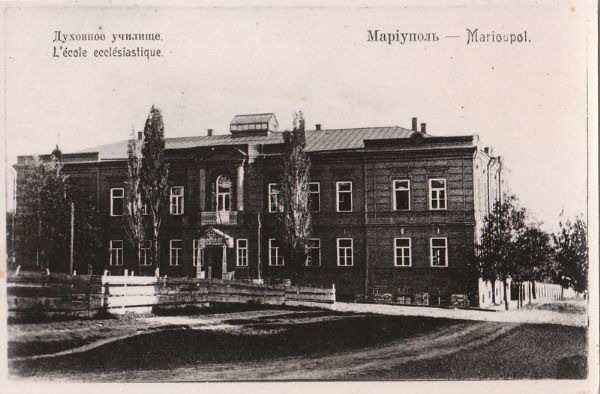
Маріуполь. Духовне училище.
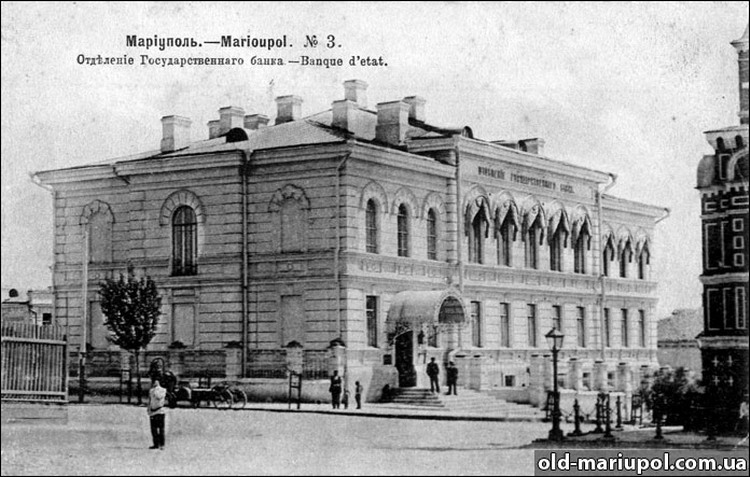
Маріуполь. Державний банк.
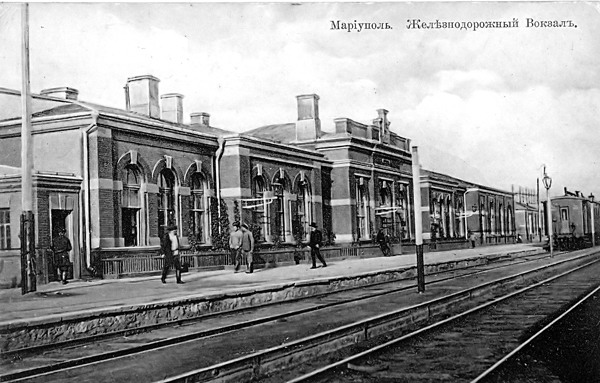
Маріуполь. Залізничний вокзал первісно.
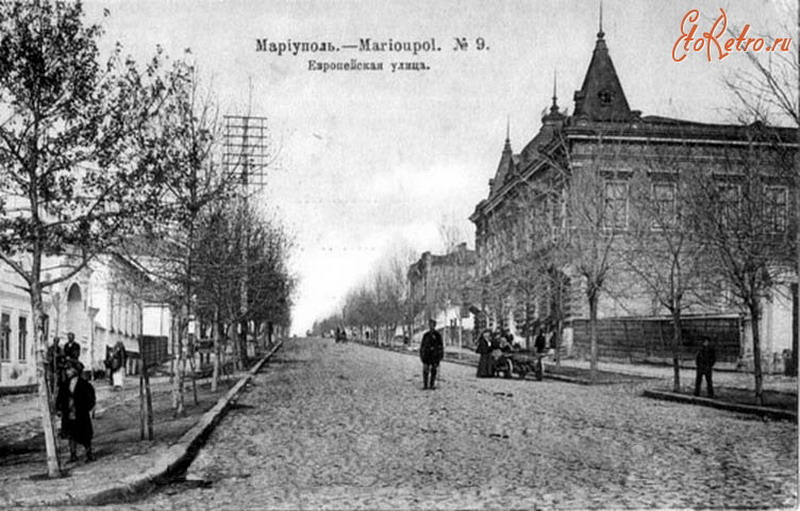
Маріуполь. Європейська вулиця.
Маріуполь. Колишній будинок Хараджаєва О.Д., фото 1931 р.
Маріуполь. Міська тюрма і водонагнітна вежа.
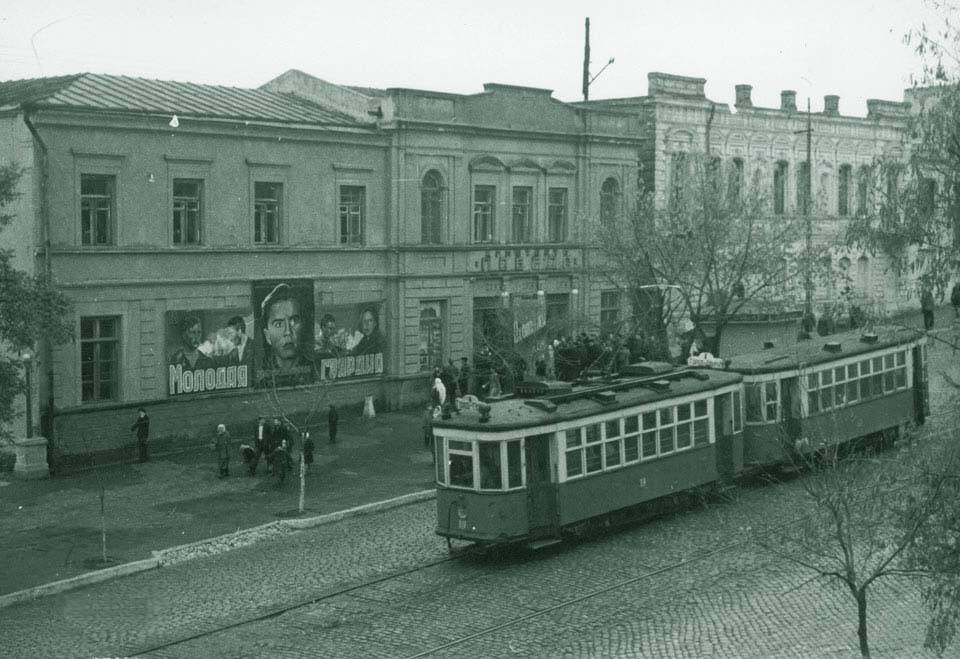
Маріуполь. Трамвай на пр. Республіки (зараз просп. Леніна). Позаду — кінотеатр «Перемога», фото 1948 р.
Маріуполь. Санаторій «Металург» зі скульптурами Леніна та Сталіна.

## Перші визвольні змагання
6 березня 1917 року у місті виник громадський виконавчий комітет, який перебрав на себе місцеву виконавчу владу. До його складу увійшли Михайло Зємцов (голова), Андреєв, В. Балясов, В. Бахалов І. Березський, Сергій Бехтеров, О. Бутенко, Василь Гіацинтов, М. Гріенко, І. Гуревич, Іван Коваленко, Тихін Коваленко, П. Кочеван, Є. Новіков, І. Павлов, Ілля Пічахчі, К. Пічахчі, Георгій Псалті,  Д. Розенталь, Павло Роскошинський, М. Савін, І. Синицин, І. Славкін, М. Хайкін, солдати Іванов, Єгофський, Ломаєв) та прапорщик Микола Дружинін.

Водночас виникло безліч різноманітних партійних, громадських, професійних, просвітницьких організацій. Так виникли Українське товариство, Просвіта, рада робітничих депутатів, Комітет постраждалих під час страйку 1916 року.

8 вересня 1917 року відбулись вибори до міської думи за новим, демократичним законом. Всього було обрано 67 гласних (35 - від соціалістів-революціонерів (А.Левицький, Шалганов та ін.), меншовики - 8 (Микола Дружинін та ін.), більшовики - 7, від блоку УПСР, УПСФ та Просвіти - 3 (Іван Коваленко, Тихін Коваленко, Сергій Липківський)). Серед гласних були Шеренштейн (ОСЕРП), Левин (Палей-Ціон), Михайло Зємцов  (кадет), Векслер (єврейська позапартійна демократична група).  Головою міської думи обрано А.Левицького (ПСР), заступниками - Миколу Дружиніна (РСДРП-м) та Леоніда Горхова (РСДРП-б).
Після цього громадський виконавчий комітет припинив свою діяльність.
Були проведені перевибори в Раду, створена Червона гвардія, вибраний військово-революційний комітет. 30 грудня 1917 року у Маріуполі в результаті збройного повстання була встановлена Радянська влада. Активна участь у боротьбі за владу Рад брали В. А. Варганов, Б. А. Вільклін, А. Е. Заворуєв і багато інших. 9 березня 1918 року вийшов перший номер міської газети «Революційне слово» (у наш час — «Приазовський робітник»).
23-25 липня 1918 р. у Маріуполі стався збройний конфлікт між робітниками порту та залізничниками із австро-угорською військовою залогою, внаслідок якого загинуло кілька десятків осіб. Див. Події у Маріуполі 23-25 липня 1918 року
Під час громадянської війни Маріуполь 17 разів переходив з рук у руки, місто перебувало у складі УНР, Донецько-Криворізької радянської республіки, Української держави (Гетьманату), УСРР, державного утворення ЗСПР. Всі війська, які перебували в Маріуполі, прагнули вивезти з нього найбільше. Остаточно Маріуполь перейшов до більшовиків 4 жовтня 1920 року.

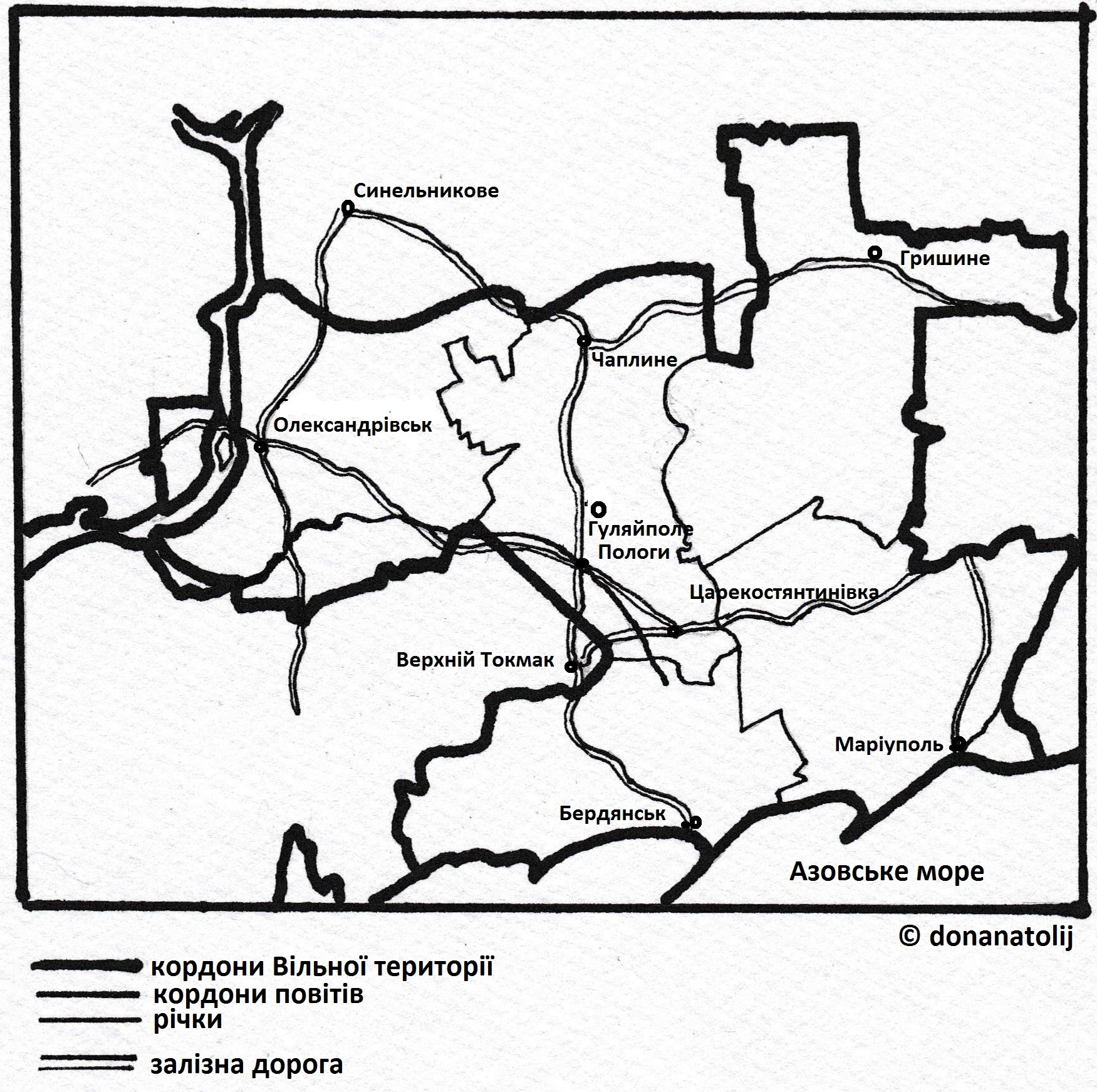
Вільна територія зі слів Віктора Білаша. «Центр Махно, - це Гуляйпільський повіт, а махновщини - Гуляйпільський, Гришинський, Маріупольський, Олександрівський і Бердянський повіти »

На початку квітня 1918 року червоноармійський загін під командуванням В. А. Варганова виступив на німецько-австрійський фронт проти. 22 листопада 1918 року на зміну німецько-австрійських окупантів прийшли білогвардійці (загін білокозаків полковника Жирова), підтримані французькими військовими кораблями. 6 грудня 1918 року в Маріупольському порту висадився десант англо-французьких військ, а наприкінці грудня місто зайняли загони Добровольчої армії під командуванням генерала Май-Маєвського.
27 березня 1919 року війська 1-й Задніпровської радянської стрілецької дивізії (начдив П. Є. Дибенко) оволоділи Маріуполем. Важливу роль у штурмі міста належала 3-й бригаді цієї дивізії (командир бригади — Н. І. Махно). У місті відновлена радянська влада. Але 23 травня частини, віддані Н. И. Махно, пішли з бойових позицій, оголивши фронт. Війська генерала Денікіна ввійшли в Маріуполь. Білогвардійці знову захопили Приазов'я й Маріуполь. 6 і 14 жовтня на короткий час частини повстанської армії Махно захоплювали місто.
4 січня 1920 року війська Південного фронту Червоної Армії звільнили місто від білогвардійців. У березні 1920 року в Маріуполі створюється Червона Азовська військова флотилія, першим командиром яким був С. Є. Маркелов. Флотилія провела на Азовському морі ряд успішних бойових операцій проти білогвардійського фронту Врангеля. Після громадянської війни Червона Азовська військова флотилія була перебазована в Севастополь і на її основі почалося відродження Чорноморського флоту. 28 вересня — 4 жовтня 1920 року Маріуполь був захоплений армією Врангеля.

## Радянський період  (1920—1991)

### 1920—1941
В 1920 році були націоналізовані й об'єднані металургійні заводи «А» («Нікополь Маріупольський») і «Б» («Російський Провіданс») в один завод, якому 22 лютого 1924 року після смерті Володимира Леніна привласнене найменування «Імені Ілліча». 5 червня 1920 року відновлені трубний і ливарний цехи заводу. В 1922 році Маріупольським металургійним заводом вироблено 17 % сталі й 18 % прокату Півдня Росії, в 1923/24 році на підприємстві вироблялося 47 % всіх труб УРСР (39,5 % труб СРСР). З 1920 року в місті працює Маріупольський машинобудівний завод (на базі дореволюційного заводу Мошкевича — тепер завод технологічного обладнання медичної промисловості).
До кінця 1925 року відбудовні роботи на всіх підприємствах міста були закінчені, до того часу Металургійний завод імені Ілліча за випуском продукції досягнув рівня 1913 року. Це передове підприємство продовжувало розвиватися швидкими темпами: в 1929 році завершене будівництво потужної електростанції. 1 травня 1930 року пущений новий трубопрокатний цех, розрахований на виробництво 100 тис. тонн труб у рік для нафтової промисловості країни (тепер не треба було більше імпортувати труби для перекачування нафти з-за кордону), навколо нового цеху (згодом заводу імені Куйбишева) формується селище імені Апатова (район, обмежений сучасними проспектами Ілліча, Металургів, вулицею Макара Мазая). До кінця 1920-х років оформився Заводський (Кальміуський) район Маріуполя.
Проведення днопоглиблювальних робіт у порту й на підхідному каналі, ремонт причальних ліній, під'їзних колій, плавзасобів і встаткування сприяли швидкому запровадженню в дію Маріупольського торговельного порту — морських воріт Донбасу. В 1928 році вантажообіг порту склав 1 098 тис. тонн, а в 1931 році вже 2 205,5 тис. тонн.
В 1923 році в Маріуполі організоване літературне об'єднання «Дзвони Азов'я». 1 травня 1929 року вийшов у світ перший номер газети «Іллічівець». В 1932 році введена в експлуатацію міська напівавтоматична телефонна станція на 1 000 номерів. В 1925 році перші автобуси почали курсувати між центром міста й віддаленими районами — портом і заводом імені Ілліча. 1 травня 1933 року була пущена перша трамвайна лінія «Гавань Шмідта — Вулиця Франко».
Після проголошення ХІІ з'їздом КП(б)У політики коренізації Маріуполь став центром компактного проживання грецької діаспори, біля нього були організовані два грецьких національних райони: Сартанський (із центром у селища Сартана (тепер у складі Кальміуського району Маріуполя)) і Мангушський (із центром у селищі Мангуш). У самому місті був відкритий педтехнікум із грецькою мовою викладання, а також 14 грецьких шкіл.
З'явилися нові багатоповерхові будинки в заводських районах, широкий розвиток отримало індивідуальне будівництво житла. Освітлювали й озеленювали вулиці. Нові парки з'являлися в заводських селищах і порту. В 1928 році колишній цирк братів Яковенко по вулиці Пушкіна нашвидку переобладнали й назвали Новим театром (виступали Єврейська музкомедія — керівник Гузик і Український народний театр — керівник Д. Гайдамака). 1 березня 1930 року в Маріуполі працює драмколлектив «Новий театр» — керівник А. Борисоглебський. В 1934 році на основі міського театру був створений Вседонецький музично-драматичний театр.
З 1930 року Маріуполь перетворився у величезний будівельний майданчик. Головним будівництвом став металургійний завод «Азовсталь» на лівому березі Кальміусу біля сіл Бузинівка й Троїцький. 7 листопада 1930 року у фундамент першої доменної печі «Азовсталь» почалося перше укладання бетону. На спорудження «Південної Магнітки» союзним бюджетом виділялося 292 млн карбованців. Перспективна продуктивність «Азовсталі» — 4 млн тонн чавуну (найбільший на той час у світі завод у Гері біля Чикаго давав тільки 3 млн тонн). В 1931 році почалося будівництво морського порту заводу «Азовсталь». 2 лютого 1933 року будівельний майданчик нового заводу відвідав нарком важкої промисловості Г. К. Орджонікідзе. 11 серпня 1933 року видала перший чавун доменна піч № 1: завод «Азовсталь» вступив у число діючих підприємств. До 1941 року на підприємстві діяло 4 доменні печі, мартенівський цех з 6 хитними печами (4 січня 1935 року), ряд допоміжних цехів. Поруч із заводом «Азовсталь» 27 вересня 1935 року перший кокс видав Маріупольський коксохімічний завод. В 1936 році на базі нових трубопрокатних цехів заводу імені Ілліча створили трубопрокатний завод імені Куйбишева. В 1930-ті роки в Маріуполі почали діяти й інші заводи: металоконструкцій (з 13 жовтня 1935), рибоконсервний (з 27 листопада 1933), радіаторний (з 1 липня 1933), судноремонтний (з 1931, на базі дорожніх майстерень). Були побудовані також холодильник ємністю 50 тис. тонн, найбільший елеватор у порту на 2 тис. тонн (з 1932 року). Будувалися нові цехи, об'єкти, модернізувалося устаткування, освоювалися нові види продукції на заводі імені Ілліча. Перетворення торкнулися й інших підприємств міста.
Серйозних успіхів у довоєнний час домоглися промислові підприємства міста. 14 жовтня 1936 року сталевар печі № 10 Маріупольського заводу імені Ілліча Макар Мазай за 6 годин 50 хвилин роботи зварив плавку вагою в 103,5 тонн і зняв 13,62 тонн стали із квадратного метра поду печі, установивши тим самим світовий рекорд. 24 жовтня 1936 року було опубліковане звернення Макара Мазая, підписане 18 сталеварами Маріупольського заводу імені Ілліча про організацію 20-денного змагання за найвище знімання стали. 30 грудня 1936 року в Маріуполі відбувся зліт сталеварів-стахановців Донбасу, що підтримали заклик маріупольського сталевара Макара Мазая на Всесоюзне змагання на найкраще знімання сталі. Пізніше в змагання вступили сталевари всього СРСР.
Житлова проблема після руйнувань Громадянської війни в місті, як і в багатьох інших містах України, вирішувалася за декількома напрямками: у перші післявоєнні роки переважно відновлювали зруйновані будинки. Починаючи з 1923 року держава почала виділяти кошти на нове житлове будівництво. Були побудовані селища з упорядженими одне- і двоповерховими будинками для робітників. Почалися роботи з забруковування й озеленення вулиць і площ, спорудженню й ремонту водопроводів. Будівництво нових комунальних електростанцій дозволило виділити більше електроенергії на побутові потреби: електрикою користувалася на початку 1920-х лише 1/3 населення міст.
У зв'язку великим промисловим будівництвом наприкінці 1920-х — на початку 1930-х років, Маріуполь пережив масований наплив населення, в основному зі Сталінського й Запорізького округів, у результаті чого населення міста до 1939 року зросло майже наполовину й почало втрачати свою самобутність. Чималу роль у цьому зіграли політичні репресії 1932—1940 років. Виходячи з різкого росту населення, з 1927 уперше в місті розгорнулося широке домобудівництво. На засоби міського бюджету й позички, отриманої в харківському банку, у тому році було зведено 3 012,5 м² житла, готель на 37 номерів, ресторан, а також відремонтовані й очищені колодязі, покращилося електропостачання. З кінця 1920-х років у Маріуполі, як і у всіх містах України з населенням більше 100 тис. чоловік, зводилися будинки не нижче 4-5 поверхів. У центральних районах міста зносилися старі одноповерхові будівлі й зводилися нові багатоповерхові будинки. Широко провадилися надбудови старих капітальних споруджень. До 1923 року в Маріуполі працювало 3 лікарні, будинки відпочинку, 3 кінотеатри, 9 бібліотек, театр, 6 клубів, 7 драмгуртків.
Наприкінці 1932 року внаслідок голоду, що охопив Приазов'я, до міста почали активно переселятися селяни, які часто вмирали на вулицях. У трагічному 1937 році Маріупольщиною прокотилися репресії проти німців і греків, на підприємствах і навчальних закладах, у результаті яких було репресовано близько 35 тис. чоловік — керівників, інженерів, вчителів, військових, моряків, робітників, селян. В 1937 році був закритий грецький театр у Маріуполі, а художній керівник, режисери, багато акторів були розстріляні. Протягом 1937 року за рішенням маріупольського міськкому КП(б) були розібрані всі церкви при участі насильно пригнаних селян приазовських сіл. На місці деяких церков з їхньої цегли були побудовані школи № 11, 36, 37. Взагалі до нового 1937-38 навчального року було побудовано 10 нових шкіл, а також палац піонерів і школярів.
До 1937 року були завершені плани реконструкції 24 міст України, в основу яких були покладені принципи містобудування, викладені в постанові ЦК ВКП(б) і Раднаркому СРСР «Про генеральний план реконструкції Москви» (липень 1934 року). У них передбачалася зональна розбивка міської території, причому існуючі заводи й фабрики зі шкідливим виробництвом передбачалося перенести за межі міст. До 1937 року крім Маріуполя трамвайне сполучення було налагоджено ще в 17 містах УРСР (до 1933 року — тільки в 8-мі).
До кінця 30-х років місто Маріуполь значно виросло й перетворилося. До 1941 року населення Маріуполя склало 241 тис. чоловік. У місті працювали 8 лікарень, 9 поліклінік, десятки медичних пунктів, 2 протитуберкульозних диспансери, дитяча лікарня, будинок санітарної освіти, 46 дитячих дошкільних установ (у тому числі 26 дитячих садків), 2 санаторії, 5 будинків відпочинку, 58 загальноосвітніх шкіл (24 середніх, 14 семирічних і 20 початкових) — навчалося 35 000 чоловік, 4 технікуми, 18 клубів, цирк, 4 стаціонарних і 6 літніх кінотеатрів, металургійний інститут (відкритий у жовтні 1927 року, розмістився в будинку колишнього жіночого єпархіального училища), школа ФЗН, аероклуб, ремісниче училище, 175 бібліотек[джерело?], краєзнавчий музей (відкритий першим у Донбасі, в 1920 році, розмістився в будинку колишнього дому інвалідів Катеринославського губернського земства). В 1937 році міська дітвора одержала подарунок — новий Палац піонерів. У Маріуполі в ці роки працювали російський і грецький театри. Виходили щоденна міська газета «Приазовський пролетар» (з 18 квітня 1937 року — «Приазовський робітник»), шість багатотиражних газет, видання грецькою мовою — газета «Колехтивістис», журнал «Неос махитис» («Юний боєць», пізніше «Піонер») і літературний альманах «Неотита» («Молодість»).
З початком Другої світової війни Маріуполь із його величезною промисловою базою був переведений на військові потреби країни. Багато колишніх робітників маріупольських заводів брали участь у війні з Фінляндією (30 листопада 1939 — 13 березня 1940 років), колишньому прокатнику заводу імені Ілліча лейтенанту М. С. Шамраю привласнене звання Героя Радянського Союзу.

### Зміни адміністративного статусу

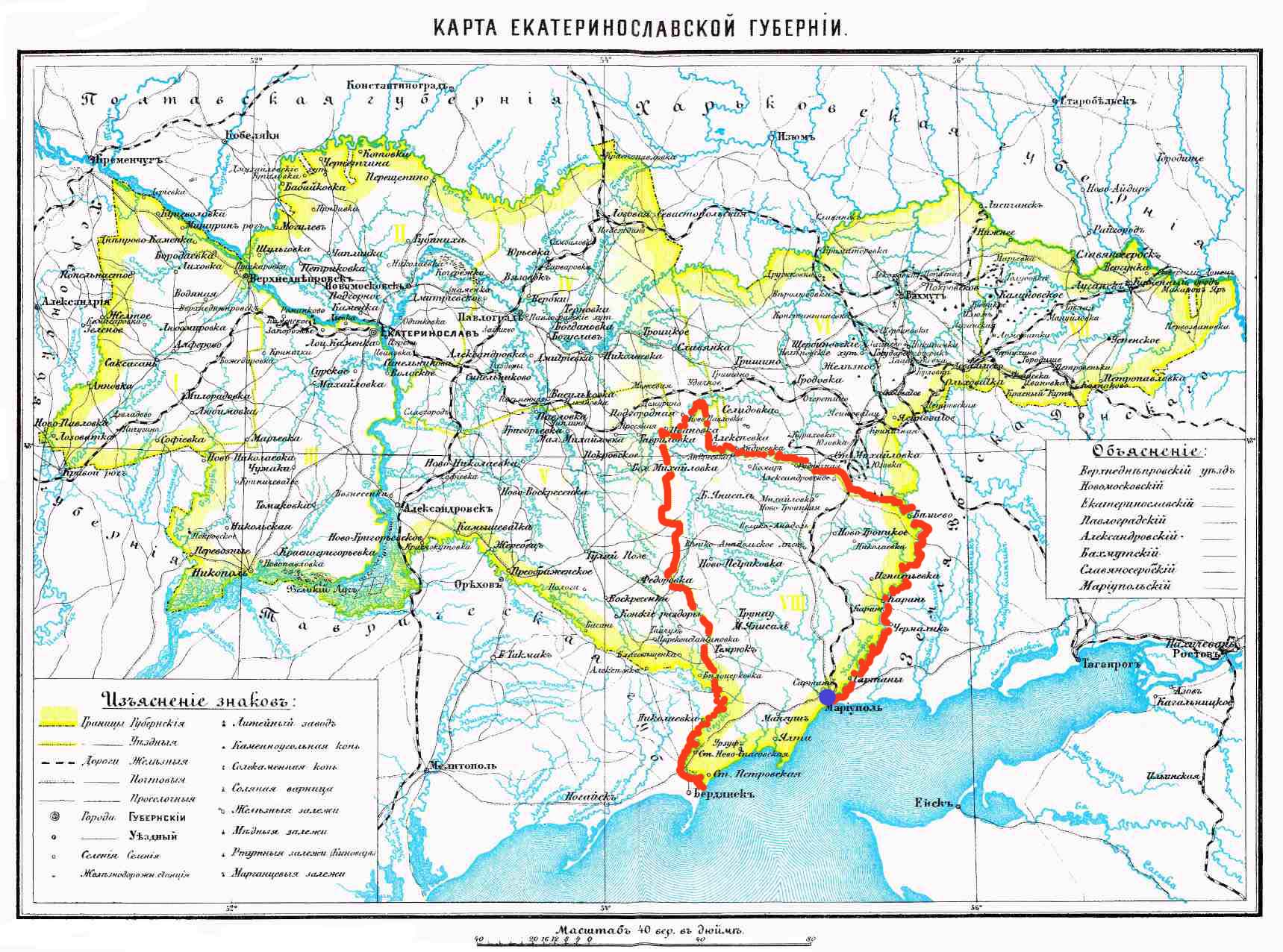
Маріупольський повіт на старій карті Катеринославській губернії

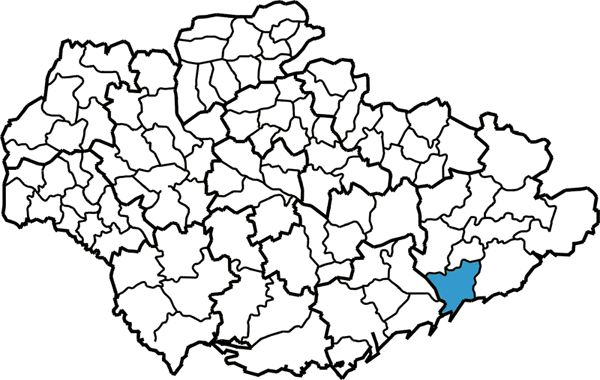
Маріупольський повіт у 1921 році

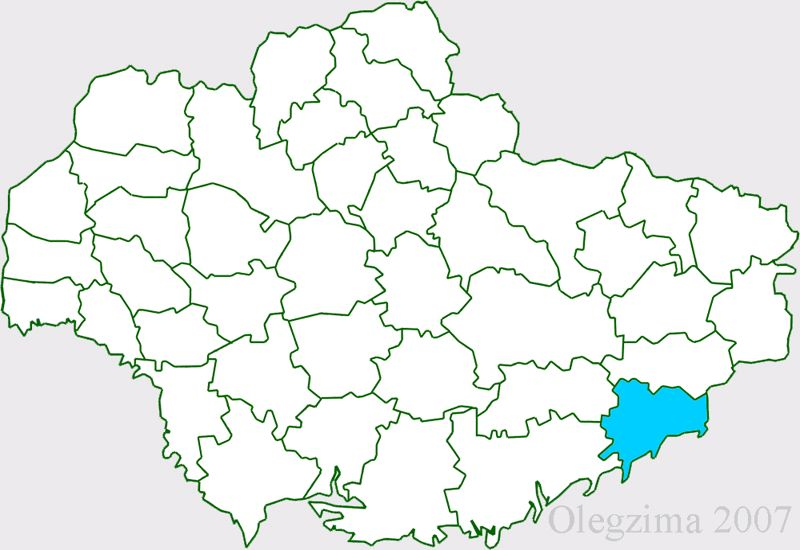
Маріупольська округа в 1927 році

З 16 квітня 1920 року Маріупольський повіт у складі Донецької губернії УРСР — центр Бахмут (Артемівськ).
7 березня 1923 року створена Маріупольська округа у складі УРСР. На момент перепису 1926 року:
- УРСР — 29 515 100 чол., центр — Харків;
  - Маріупольська округа — 415 540 чол., центр — Маріуполь;
    - Маріуполь — 41 000 чол.

З 27 лютого 1932 року Маріупольська округа увійшла до складу створеної Дніпропетровської області (центр — Дніпро).
З 17 липня 1932 року Маріуполь (і вся східна частина Дніпропетровської області) увійшли до складу створеної Донецької області (центр — Сталіно (Донецьк)).
З 3 червня 1938 року місто в складі Сталінської області (центр — Сталіно (Донецьк)).

### Німецька окупація у 1941—1943 роках
Коли почалася Німецько-радянська війна, маріупольці разом з усім народом підвелися на захист Батьківщини. Тисячі жителів міста пішли на фронт. Підприємства перебудували виробництво для потреб фронту. Іллічівські металурги випускали броньову сталь для танків Т-34, торпедних катерів і літаків — штурмовиків МУЛ-2. Понтонні мости, бронековпаки для кулеметних гнізд, бронемайданчики для дотів, протитанкові їжаки виготовляли на заводі металоконструкцій. На заводі «Азовсталь» виробляли корпуси для авіабомб і стволи батальйонних мінометів. Коли лінія фронту наблизилася до міста, була організована евакуація промислових підприємств і людей на Урал і в Сибір. На базі евакуйований трубних цехів заводу імені Ілліча, приміром, у Челябінську внаслідок створений Челябінський трубопрокатний завод — один з найбільших у СРСР.
20 липня 1941 року постановою Державного комітету оборони № 216/сс [Архівовано 16 травня 2021 у Wayback Machine.] створена Азовська Військово-морська Флотилія.
8 жовтня 1941 року Маріуполь був захоплений частинами 3-го танкові корпуса 1-й танкової групи вермахту (група армій «Південь»), у результаті чого почалася 23-місячна окупація міста. 16 місяців Маріуполь перебував у прифронтовій зоні. Його було включено в зону керування військового командування. Окупація міста тривала майже 2 роки (з 8 жовтня 1941 року по 10 вересня 1943 року). За цей час гітлерівці розстріляли в місті близько 10 тисяч мирного населення. Викрадено в Німеччину близько 50 тисяч молодих маріупольців. У концтаборах від голоду й хвороб загинуло близько 36 тисяч радянських військовополонених. 20-21 жовтня 1941 року відбувся масовий розстріл окупантами єврейського населення Маріуполя в протитанкового рову біля Агробази. Наприкінці 1942 року в дні жалоби, оголошеної Гітлером за знищеною під Сталінградом 6-ю армією, у Маріуполі нацисти наповнили 18 залізничних вагонів пораненими й хворими червоноармійцями, наглухо забили двері, загнали вагони в тупик і тримали їх там доти, поки всі полонені не загинули.
Наприкінці 1941 року гітлерівцями створене гірничо-металургійне товариство «Схід», що повинне було експлуатувати виробничі потужності Донецького вугільного басейну, але, незважаючи на жорстокі репресії, головний виробник зброї Німеччини фірма «Крупп» так і не змогла пустити агрегати на Маріупольському заводі імені Ілліча. У січні 1942 року німцями за відмову в співробітництві був убитий знаменитий сталевар заводу імені Ілліча Макар Мазай.
Незважаючи на масові розстріли, на жорстокий окупаційний режим, у місті діяли підпільно-патріотичні групи, якими керували Е. М. Штанько, Д. Н. Ломізов, А. Кравченко та інші. Багато підпільників загинули від рук окупантів. Під час окупації в місті був формально відроджений орган місцевого самоврядування — міську управу на чолі з бургомістром Комровським, що фактичної влади не мала, але повинна була підтримувати порядок у місті й забезпечувати збір податків від місцевих жителів.
У Маріуполі виходила україномовна «Маріупільська газета», наклад якої з 1000 примірників у листопаді 1941 зріс до 27000 у вересні 1943. Її редактором був колишній генеральний секретар продовольства Центральної Ради Г. Стасюк. Спробами українців були відроджені осередки товариства «Просвіта»,, відкритий український театр. Працювало 42 школи, викладання в які здійснювалося українською мовою. Деякі підручники для шкіл написали місцеві вчителі.
У грудні 1941 року в Маріуполі перебували перші особи Третього Райху, Італії й Румунії. З огляду на невдоволення деяких серед місцевого населення радянською владою до вересня 1942 року 150 000 жителів Маріуполя й Приазов'я, згідно з розвідувальними даними НКВС СРСР[джерело?], виразили бажання[джерело?] служити в допоміжних частинах «хіві» у складі вермахту. У той же час у місті, на підприємствах і робочих селищах діяли підпільні групи ОУН і радянські підпільники. На початку 1943 року в місті здійснювався запис[джерело?] в Українське Визвольне Військо (у складі вермахту).
6 вересня 1943 року при відступі окупанти знищили все промислове устаткування, спалили будинки й села. У ніч із 9 на 10 вересня 1943 року в порту висадилися 1-й і 2-й загони 384-го ОБМП Азовської Військової Флотилії Чорноморського Флоту. 10 вересня військами 130-й Таганрозької й 221-й дивізій 44-й армії Південного фронту (з 20 жовтня 1943 року — « 4-й Український фронт») за підтримкою з повітря частин 4-й повітряної армії й підрозділів Азовської Військової Флотилії вибили німців з міста.
Перебування в Маріуполі окупантів призвело до величезних руйнувань, були знищені заводи, порт, транспортна мережа, при відступі німці підпалом знищили близько 80 % житла. Тисячі маріупольців виявили мужність і відвагу на фронтах Другої Світової війни. Більше 30 з них були визнані гідними звання Героя Радянського Союзу. Відступаючи з міста, нацисти зруйнували Маріуполь. Заводи являли собою купи зіпсованого металу, залізничне й портове господарства висаджені, багато житлових будинків спалені. Загальний збиток склав 880 мільйонів карбованців. Усього за час окупації в місті розстріляне й замучено понад 50 тисяч жителів. Після відходу гітлерівців у місті залишилося всього 85 тисяч чоловік.

### 1943—1991 роки
Вже наступного дня після звільнення маріупольці приступили до відбудови зруйнованого господарства. Вони ремонтували танки, виготовляли автодеталі, плавили сталь, випускали прокат. На зібрані маріупольцями кошти були створені дві танкові колони: «Маріуполь мстить» і «Відповідь іллічівців». Вже через 20 днів після звільнення Маріуполя була відновлена електростанція на заводі імені Ілліча, а 10 жовтня 1943 року відновлена мартенівська піч № 5 заводу імені Ілліча дала першу плавку. 24 жовтня 1944 року почала діяти електростанція заводу «Азовсталь». У листопаді 1943 року в Маріуполь прибула з Уралу перша група монтажників тресту «Стальконструкція», які разом з маріупольцями відновлювали завод «Азовсталь»: ними разом із групою молодих маріупольських інженерів була підготовлена й проведена унікальна операція з ремонту доменної печі № 4, що ввійшла в усі підручники історії. Горновий заводу імені Ілліча М. Кучерін став переможцем у всесоюзному соцзмаганні серед металургів і був титулований званням найкращого металурга СРСР 1946 року. За 1945-49 роки було побудовано 227 тис. м² житла. 12 лютого 1946 року був відкритий після відновлення кінотеатр «Перемога». Трест «Азовстальбуд», що відбудовував завод «Азовсталь», ремонтував і будував житло, був нагороджений орденом Леніна. За випуск броньової сталі для танків в 1945 році завод імені Ілліча нагороджений орденом Леніна.
До кінця війни на всій території Української РСР уже працювало 14 доменних і 35 мартенівських печей, 38 прокатних і трубних станів, 2 конвертори, 62 коксові батареї. Довоєнні потужності з виплавки чавуну й сталі були відновлені на 23 %, а з виробництва прокату на 29,5 %. Відновлені підприємства України в 1943—1945 роках дали близько 4,8 млн тонн коксу й 2 252 тис. тонн чавуну, 1 880 тис. тонн сталі, 1 322 тис. тонн прокату чорних металів і труб.
Після закінчення війни відбудовні роботи в місті розгорнулися ще більше. Із братньою допомогою трудящих Москви, Уралу, Сибіру, всіх союзних республік була відновлена промисловість міста, підняті з руїн металургійні гіганти, морський порт і інші підприємства, а з вересня 1943 року шефство над Сталінською областю у відбудові народного господарства взяла Кемеровська область. Металурги Гур'євська (Казахська РСР) допомагали відновлювати металургійні підприємства Маріуполя. У липні 1945 року металурги Маріуполя відзначали нову перемогу: була уведена в дію азовстальська домна № 3. Борючись за дострокове відновлення об'єктів, колектив заводу завоював першість у Всесоюзному соціалістичному змаганні підприємств Наркомату чорної металургії, тричі одержував минущий Червоний прапор ГКО. За успіхи у відновленні доменної печі № 4 почесні звання лауреатів Державної премії СРСР була визнана гідною група інженерів «Азовсталі». А вже в 4-му кварталі 1943 року заводу імені Ілліча була присуджена премія ВЦСПС і Наркомату танкової промисловості СРСР. 7 червня 1947 року Маріупольський металургійний завод імені Ілліча був нагороджений орденом Леніна. 7 липня 1948 року із заводу імені Ілліча відправлений перший ешелон труб для будівництва першого в УРСР газопроводу «Дашава — Київ», який забезпечив столицю України природним газом. 10 грудня 1948 року запровадженням у дію доменної печі № 1 завершене відновлення «Азовсталі». 31 серпня 1950 року доменна піч № 1 заводу імені Ілліча після дев'ятирічної перерви дала перший чавун, цим завершене відновлення доменного цеху на цьому заводі. До кінця 1950 року всі 48 промислових підприємств не тільки досягли довоєнного рівня, але й перевищили його на 30 %.

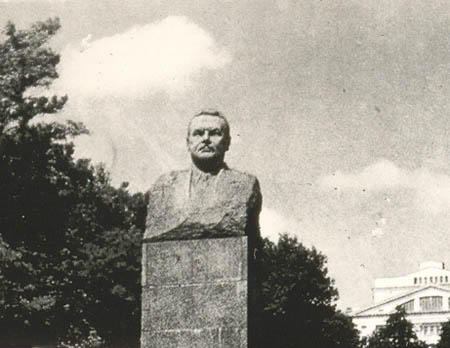
Маріуполь. Бюст Андрію Жданову в Центральному сквері.

22 жовтня 1948 року Постановою Ради Міністрів СРСР місту було привласнене найменування Жданов — на прізвище радянського партійного й державного діяча Андрія Жданова, що народився тут в 1896 році.
В 80-х роках місто Жданов продовжувало розвиватися як великий промисловий центр і портове місто. У квітні 1958 року трубопрокатний завод імені Куйбишева був об'єднаний із заводом імені Ілліча, а на базі УКСа заводу імені Ілліча організований трест «Металлургбуд». Одночасно 25 квітня 1958 року на базі машинобудівних цехів металургійного заводу імені Ілліча був створений завод важкого машинобудування, що через кілька років став одним з найбільших підприємств у галузі — виробничим об'єднанням «Ждановважмаш» (сучасний «Азовмаш»). В 1969 році на «Ждановважмаші» налагоджене виробництво залізничних цистерн, а в 1970 році — портових кранів. Практично вся конвертерна сталь СРСР виплавлена на агрегатах ВО «Ждановкажмаш», а цистерни цього виробничого об'єднання забезпечували 1/6 вантажообігу всіх залізниць Радянського Союзу.
Кордони міста розширилися на північ: разом зі станом «1700» було побудоване селище Мирний, поруч зі старим містом були вибудувані мікрорайони п'ятиповерхівок. У 1950-х роках було побудовано 629 тис. м² житла. Відповідно до постанови Ради Міністрів СРСР від 1955 року міське будівництво стало в обов'язковому порядку плануватися. Споруджувалися нові житлові масиви з комплексами культурно-побутових установ, зонами відпочинку. Одночасно постановою ЦК КПРС і Ради Міністрів СРСР у листопаді 1955 року «Про усунення надмірностей у проектуванні й будівництві» обмежувалися прикраси фасадів будинків, уніфікувалися проекти житлових будинків по всьому СРСР. До кінця 1950-х років удалося переселити всіх жителів комунальних квартир великих міст в окремі квартири.
В 60-х роках здійснювалося велике домобудівництво. В 1960—1961 роках Портовське селище й селище заводу імені Ілліча були з'єднані з містом житловими кварталами з розвинутою спортивною інфраструктурою. 4 липня 1954 року відкрився стадіон «Металург». 1 травня 1957 року здана в експлуатацію лікарня заводу імені Куйбишева. 1 травня 1958 року відкритий ПК Коксохімзаводу. 1 листопада 1965 року був відкритий новий будинок Будинку зв'язку. В 1959 році наказом Міністерства морського флоту СРСР у Жданові був заснований факультет Одеського інституту інженерів морського флоту (тепер — Азовський морський інститут Одеської національної морської академії). Під час перебування на посаді першого секретаря міськкому КПУ Володимира Цибулько (1966—1968) була прийнята міська програма розвитку спорту, розрахована на три роки, так звана спортивна трирічка. Відповідно до цієї програми, у місті були побудовані плавальні басейни й стадіони. Загальний житловий фонд міста склав в 1967 році 3 млн м². В 1967 році почате будівництво нового аеропорту «Маріуполь». В 1966 році був побудований ПК «Іскра» (архітектор М. Ю. Пєтухов). В 1967 році на честь 50-літнього ювілею Жовтневої революції названі «Ювілейними» новий кінотеатр і два гастрономи-близнюки в Іллічівському й Жовтневому районах. При В. М. Цибулько побудовані таксомоторний парк, розширений молокозавод, зведені нові пивоварний і хлібозавод в Лівобережному районі (тоді — Орджонікідзевському). В 1971 році був зведений будинок Іллічівського райкому КП України й райвиконкому (архітектор К. И. Розенберг, нині — будинок Іллічівської райради).
Спостерігаючи за господарськими реформами, розпочатими у березні 1965 року з ініціативи голови Ради Міністрів СРСР Олексія Косигіна, 1 листопада 1966 року в Жданові побував сам Олексій Косигін, а 8 січня 1967 року — генеральний секретар ЦК КПРС Леонід Брежнєв.
17 травня 1966 року Ждановська міська комсомольська організація за внесок у відновлення підприємств міста нагороджена орденом Трудового Червоного Прапора.
7 січня 1971 року указом Президії Верховної Ради СРСР місто Жданов нагороджений орденом Трудового Червоного Прапора.
7 вересня 1978 року указом Президії Верховної Ради СРСР місто Жданов нагороджений орденом Жовтневої Революції.
У порту споруджувалися нові причали й цілі райони. Вони оснащувалися новим обладнанням і механізмами. В 1953 році в місті створено Азовське районне керування Чорноморського пароплавства, що в 1967 році перетворилося на Азовське морське пароплавство. З вересня 1961 року його суду почали здійснювати закордоні перевезення. До кінця 1970-х суду відвідували близько 400 портів більше 70 країн миру. У зв'язку з розширенням промислового й житлового будівництва в місті були створені потужні будівельні організації — трести «Азовстальбуд», «Ждановметалургбуд», «Ждановжитлбуд», «Донбас-Металургмонтаж» тощо. Продовжували розвиватися підприємства легкої й харчової промисловості.

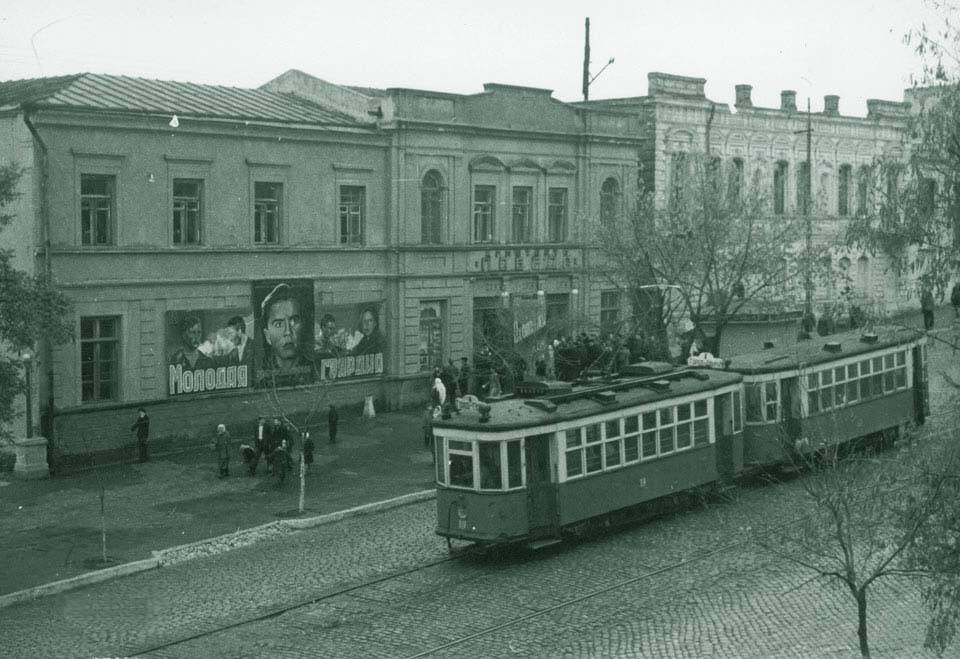
Маріуполь. Трамвай на пр-т. Республіки (тепер пр-т. Леніна). Позаду — кінотеатр «Перемога». 1948 рік

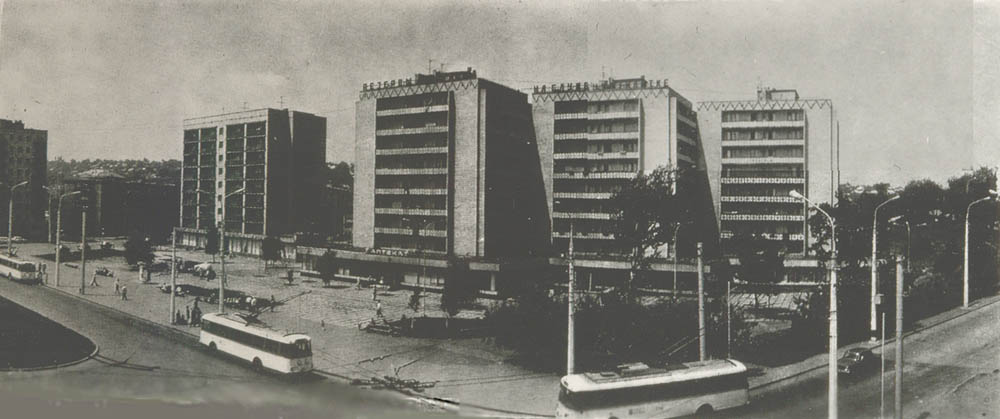
Маріуполь. Площа в морвокзалу наприкінці 1970-х років

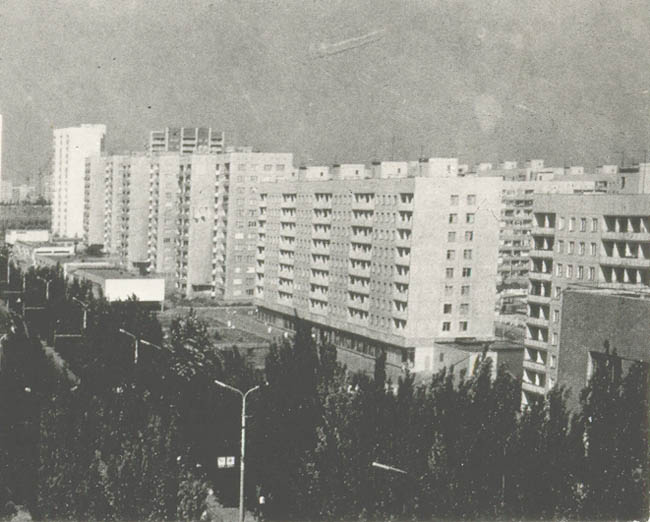
Маріуполь. Нові будинки на проспекті Леніна наприкінці 1970-х років

У ці роки виросли нові висотні мікрорайони, споруджені нові школи, дитячі комбінати, лікувальні установи, профілакторії, магазини й підприємства громадського харчування. У місті працювали 2 ВНЗ — металургійний інститут і філія Одеського інституту інженерів морського флоту, 8 технікумів, 14 професійно-технічних училищ, 66 загальноосвітніх шкіл, 5 шкіл робочої молоді й заочних, 8 дитячих музичних шкіл, 16 дитячих спортивних шкіл, дитяча художня школа, станція юних техніків, флотилія юних моряків, три районних удома піонери й школярів, міський будинок піонерів (будинок побудовано в 1987 році). Мережа дошкільних установ склала 167 дитячих садків і садків-ясел. Продовжували розвиватися установи культури, фізкультури й спорту. В 1959 році в місті була відновлена діяльність російського драматичного театру, а в 1960 році новий будинок театру прикрасив центр міста. Були відкриті музичне училище й виставковий зал імені Архипа Куїнджі, одержала нове приміщення міська бібліотека імені В. Г. Короленко, споруджено кілька палаців культури й спорту, стадіонів і плавальних басейнів. Медичну допомогу населенню надавали вже 32 лікарні й поліклініки, 7 санепідстанцій, 44 аптеки та інші медичні установи. На багатьох підприємствах діяли профілакторії й нічні санаторії. На березі моря розмістилися баклага санаторій «Металург», дитячий санаторій ім'я Н. К. Крупської, будинок відпочинку «Мир» і 3 великих санаторії-профілакторію, табори відпочинку піонерів і школярів.
З розвитком економіки міста росла й кількість його жителів: 1958 рік — 280,3 тис. чіл, 1970 рік — 436 тис. чіл, 1989 рік — 540,3 тис. чіл. До кінця 1980-х років у Маріуполі було 44 промислові підприємства, 44 будівельних і 10 транспортних організацій.
Перебудова в СРСР, що почалася з ініціативи радянського лідера Михайла Горбачова, принесла багато змін у громадське життя міста. На початку 1980-х років місто захлеснула хвиля підліткової злочинності, так звані «війни мікрорайонів», через які Жданів тримав перше місце в СРСР за рівнем злочинності. Кінофільм «Маленька Віра» режисера-маріупольця В. Пічула, що вийшов на екрани СРСР улітку 1988 року, наочно показав моральну й духовну деградацію молоді Маріуполя перед і на початку перебудови.
Наприкінці 1980-х років у Жданову з'явилися перші громадські організації, не контрольовані комуністичною владою (за тодішньою термінологією «неформальні»), які виступали за ліквідацію екологічної небезпеки (рух «За чисте повітря»), повернення місту його історичного ім'я (А. Жданов було апологетом сталінської внутрішньої політики після Другої світової війни й асоціювався з репресіями 1940-х років проти культури — «За Маріуполь»), за відродження національних культур (ТУМ, МЕКПТ, суспільство імені митрополита Ігнатія, МТГ), за загальну демократизацію громадського життя й відсторонення від влади КПРС (Маріупольський цивільний форум).
13 січня 1989 року місту Жданову на прохання його жителів повернута історична назва — Маріуполь. Демонтували три пам'ятники Жданову, закритий його меморіальний музей. В 1989 роках у школах міста вперше почали викладати новогрецьку мову.

#### Розвиток металургії міста в 1950—1980-х роках
- В 1950-х роках нарощувались виробничі потужності на провідних підприємствах міста — металургійних заводах. Тут були споруджені нові доменні печі, мартенівські й конвертерні цехи, потужні прокатні стани (слябінг «1150», цех холодного прокату на заводі імені Ілліча), трубозварювальний стан «1020», агломераційні фабрики. В 1955 році на заводі імені Ілліча був побудований цех спірально-зварених труб. В 1958 році вступили в лад 2 потужні доменні печі — «Донецька-Комсомольська» («Азовсталь») і «Ждановська-Комсомольська» (Завод імені Ілліча);
- 25 грудня 1960 року здана в експлуатацію перша черга тонколистового прокатного стану «1700» на заводі імені Ілліча. Ця подія ознаменувала собою початок реконструкції підприємства. 12 січня 1963 року уведені в лад новомартенівський цех на заводі імені Ілліча з 6-ю надпотужними сталеплавильними печами й 1-я черга найбільшого в СРСР слябінга. У березні 1964 року дав першу сталь конвертерний цех заводу імені Ілліча;
- В 1970-х роках відбулася реконструкція доменного й мартенівського цехів «Азовсталі». До рангу Всесоюзних ударних будівництв були прирівняні будівництва прокатних станів «3600» на заводі «Азовсталь» і «3000» на заводі імені Ілліча. 2 листопада 1972 року закінчене спорудження всіх об'єктів першої черги товстолистового прокатного стану «3600» на заводі «Азовсталь». 21 червня 1973 року пущений прокатний стан «3600» продуктивністю 1,75 млн тонн листового прокату для автомобілебудування, суднобудування, виробництва газопровідних труб великого діаметра на Харцизькому, Челябінському і Волзькому трубних заводах, а в січні 1978 року на заводі уведена в дію перша черга киснево-конверторного цеху для виплавки спецсталей для нового стану «3600». У грудні 1982 року на заводі імені Ілліча пущений в експлуатацію товстолистовий прокатний стан «3000» продуктивною потужністю 2,5 млн тонн прокату в рік (країна одержала високоміцний сталевий лист для труб в умовах Крайньої Півночі), а рівно через 4 роки пущена друга черга стану. Потужність цеху зросла на 600 тис. тонн листа на рік;
- З 1984 року металургійні заводи перейменовані на комбінати імені Ілліча й «Азовсталь».

## Незалежна Україна

### 1991—2013 роки
У вересні 1991 року над маріупольською міськрадою вперше на східній Україні був піднятий український національний прапор. Тоді ж у місті відкрився перший гуманітарний ВНЗ міста — Маріупольський гуманітарний інститут.
Економічна криза, що охопила Україну, для Маріуполя обернулася згортанням домобудівництва й зупинкою майже всіх державних промислових підприємств. Замість цього з'явився приватний сектор в економіці міста, що, на жаль, розвивається дуже повільно — при несприятливих умовах в економіці України. Майже згорнуте домобудівництво, зупинені підприємства харчової промисловості — міський м'ясокомбінат, пивзавод, лікеро-горілчаний завод. В 1999 році контрольний пакет акцій ВАТ "МК «Азовсталь» був викуплений промисловою корпорацією «Індустріальний союз Донбасу». 2 листопада 2000 року Верховна Рада України прийняла закон про продаж контрольного пакета акцій ВАТ «ММК імені Ілліча» трудовому колективу, що стало безпрецедентним випадком у новітній історії України. Вантажообіг порту за 2002 рік досяг рекордної оцінки за увесь час його існування — 13,7 млн тонн. Наприкінці вдалого для портовиків 2002 року трудовий колектив торговельного порту зробив спробу взяти порт в оренду, що поки не вдалася. У своєрідний прорив пішов концерн «Азовмаш», виробництво якого в 2002 році перевищило показники майже десяти попереднього років. ММК імені Ілліча зумів урятувати від закриття міський молокозавод і аеропорт, включивши перший у свій склад і узявши під оренду другої.
Великих успіхів досягли маріупольські спортсмени. В 1992 році міська футбольна команда «Азовець» під керівництвом найкращого футболіста Європи 1986 року І. Беланова ввійшла у вищу лігу чемпіонату України з футболу. Борець В. Олійник на XXVI Олімпійських іграх став першим олімпійським чемпіоном України. Протягом 1996—2002 років побудовані й реконструйовані плавбасейн у фізкультурному оздоровчому комплексі ММК імені Ілліча й спорткомплекс ВАТ «Азовмаш».
24 жовтня 1996 року завдяки ініціативі грецької діаспори Приазов'я в Маріуполі було відкрите консульство Грецької республіки. А в 2000 році за підтримкою уряду Греції в місті з'явився грецький культурний центр, де розмістилися грецькі культосвітні товариства. З 2002 біля цього центру велося спорудження грецького медичного центра. У лютому 2002 року міський голова Маріуполя Юрій Хотлубей виборов звання «Людина року» у номінації «найкращий міський голова», а за підсумками 2002 року Маріуполь був визнаний найкращим містом України за благоустроєм. У 2003 році відкрився грецький міський культурний центр, на засоби ВАТ ММК імені Ілліча побудований перший в Україні Екстрім-Парк у заплаві ріки Кальчик.
Нині Маріуполь — друге за значенням місто Донецької області (після Донецька), десяте за чисельністю населення в Україні, що має давню історію (Маріуполь — перший населений пункт на території Донецької області, що одержав статус міста, в 1779 році), є «металургійною столицею» України. Разом з тим, залишається його значення як курортного міста. Визнаний центр грецької культури в Україні (єдина в Україні кафедра новогрецької мови в Маріупольському гуманітарному університеті).

### Доба російсько-української війни з 2014 року

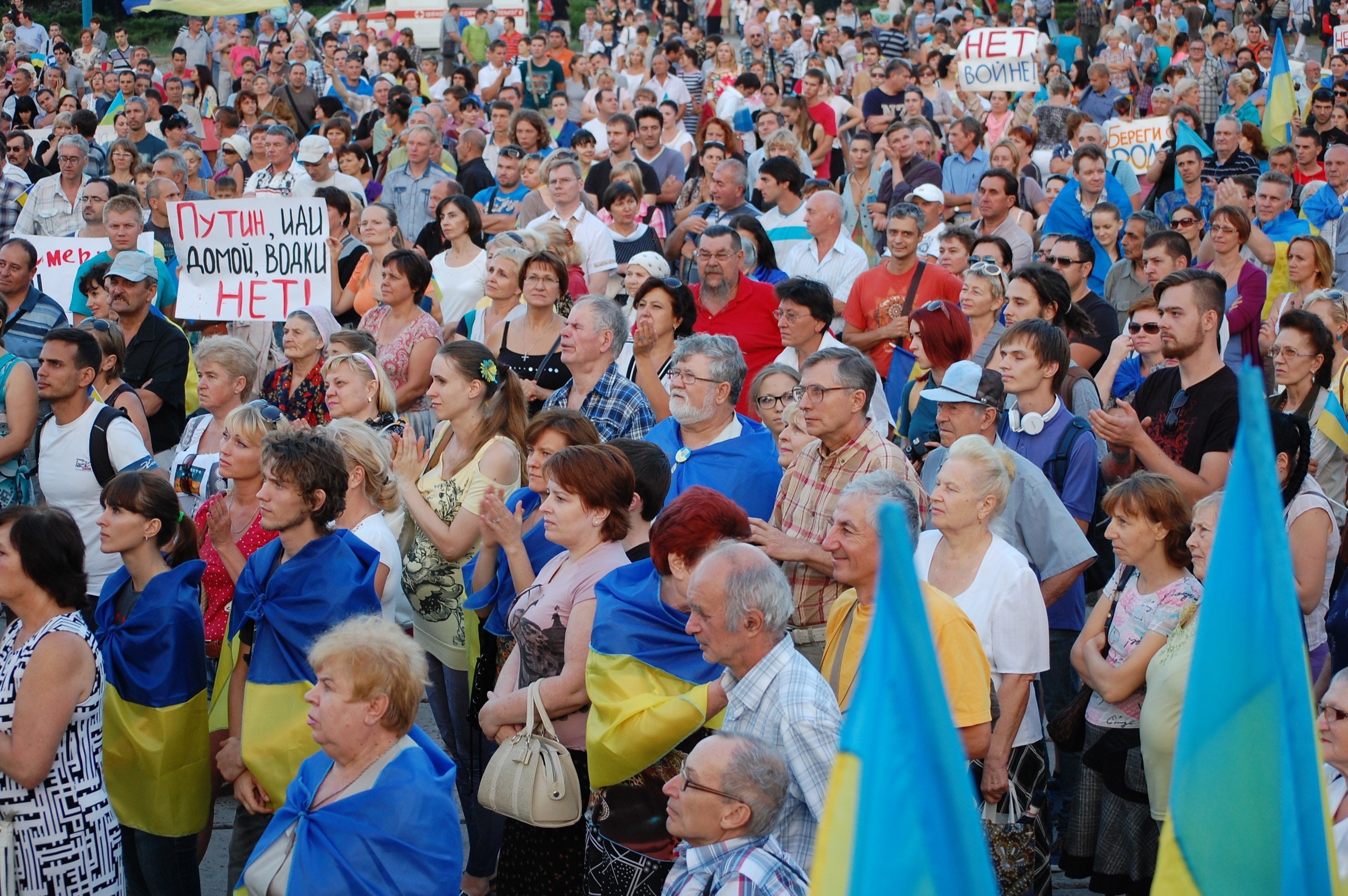
Мітинг проти окупантів 28 серпня 2014

По завершенню Євромайдану і усунення В. Януковича від влади Маріуполь стає одним з ключових міст російсько-українського протистояння. Протягом березня 2014 в місті проходять мітинги як на підтримку єдності України, так і за федералізацію. Протистояння загострюється після проголошення «ДНР» у Донецьку 7 квітня 2014. Вже 13 квітня бойовикам ДНР вдається захопити будівлю Маріупольської міської ради та вивісити на її даху прапор ДНР. 16 квітня бойовики ДНР здійснюють спробу захоплення військової частини.
Протягом 6-9 травня українськими силами було здійснено спробу вибити терористів з міста, яка скінчилася невдачею. Сепаратистам вдалося захопити міське управління МВС і, врешті, змусити українських військових покинути місто. Лише 13 червня силами добровольчого батальйону «Азов» місто вдається звільнити від бандформувань. Після звільнення до міста було перенесено Донецьку ОДА, а в липні передислоковано Донецьке обласне управління МВС України та Донецьку обласну державну адміністрацію, тим самим зробивши місто фактично центром Донецької області. 14 серпня у місті було повалено пам'ятник Леніну.
В кінці серпня після прориву російських військ на південному Сході й захоплення Новоазовська, Маріуполь стає прифронтовим містом. 28 серпня у місті пройшов 5-тисячний мітинг проти окупантів, організований Новим Маріуполем.. Місто і його околиці періодично потерпають від терактів.
Так, 20 січня 2015 р. о 15:00 за декілька кілометрів від села Кузнецівка було підірвано залізничний міст на 360 км ділянки Комиш-Зоря—Розівка. Під час теракту мостом рухався залізничний состав за маршрутом Кривий Ріг — Сартана. Внаслідок вибуху 20 вагонів із концентратом перекинулись і зійшли з рейок. Залізничне сполучення із частиною України, що ще не перебуває під ДНР, було втрачене, і до міста можна дістатися тільки через Бердянськ.
24 січня 2015 року мікрорайон «Східний» зазнав обстрілів із систем залпового вогню з Новоазовського напрямку, внаслідок чого 31 людина загинула.

### 2022: Битва за Маріуполь
Битва за Маріуполь розпочалася 24 лютого 2022 року внаслідок вторгнення повномасштабного російського вторгнення в Україну й тривала до 20 травня 2022 року (86 днів).

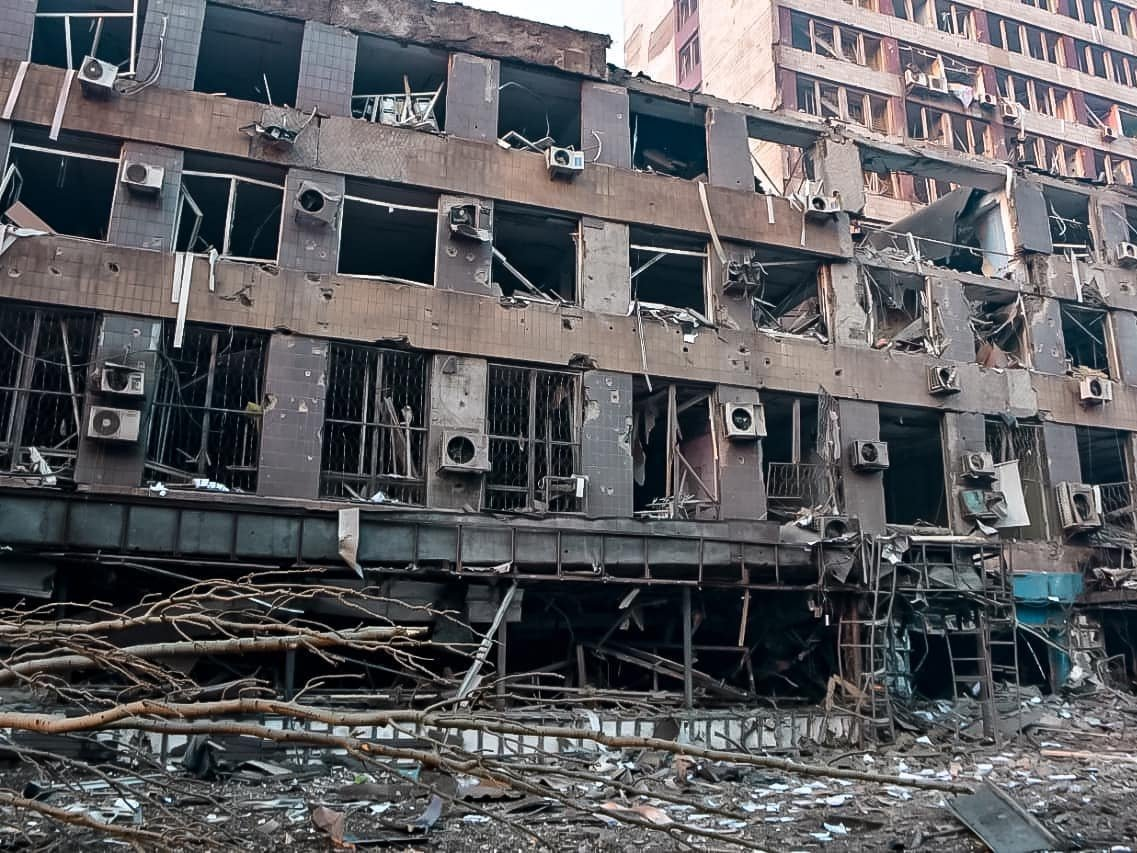
12 березня 2022 року – одна з вулиць Маріуполя під час російського вторгнення в Україну.

О 02:00 в місті пролунали перші вибухи, бойові дії тривали за всіма напрямками.
Унаслідок російського вторгнення збройні сили РФ вчинили масові вбивства в Маріуполі та здійснили низку авіаударів та бомбардувань, серед яких: авіаудар по лікарні, авіаудар по Маріупольському театру, бомбардування школи мистецтв та ін.